# Mistrovství světa v ledním hokeji 2019
Všechny časy v tomto článku jsou uvedeny ve středoevropském letním čase (SELČ).
83. mistrovství světa v ledním hokeji se konalo v květnu 2019. Pořadatelem bylo Slovensko, hrálo se v hlavním městě Bratislavě a v druhém největším městě v Košicích. Rozhodnuto bylo v průběhu Mistrovství světa v ledním hokeji 2015 v Česku během kongresu Mezinárodní hokejové federace, který se uskutečnil 15. května 2015. Před závěrečnými zápasy šampionátu byly také uvedeny do Síně slávy IIHF legendy Miroslav Šatan a Žigmund Pálffy. Česko zahájilo mistrovství světa zápasem proti Švédsku 10. května od 20:15 v Bratislavě a ukončilo 26. května 2019 od 15:45 zápase o bronz proti Rusku, které vyhrálo na samostatné nájezdy. Česko tak ani po 7 letech nezískalo medaili. Vítězi se ve finále stali Finové, kteří porazili Kanadu 3:1, a po osmi letech se tak stali mistry světa. Tento turnaj byl také poprvé od mistrovství světa 2006, kdy oba postupující týmy (Velká Británie a Itálie) zůstaly v elitní skupině.

## Výběr pořadatelské země
O pořádání 83. ročníku Mistrovství světa v ledním hokeji na Slovensku bylo rozhodnuto na základě hlasování kongresu Mezinárodní hokejové federace (IIHF) 15. května 2015 v Praze. Slovensko projevilo zájem v září 2014. Druhým kandidátem bylo Švýcarsko, které však 12. ledna 2015 svou kandidaturu stáhlo a přesunulo na rok 2020.
| Země      | Počet hlasů     |
| --------- | --------------- |
| Slovensko | Jediný kandidát |
| Švýcarsko | Vzdalo se       |

## Stadiony
| Bratislava                   | Bratislava Košice | Košice                 |
| Zimní stadion Ondreje Nepely | Bratislava Košice | Steel Aréna            |
| 48°08′38″N 17°06′35″E        | Bratislava Košice | 48°43′16″N 21°15′27″E  |
| Kapacita: 10 110 diváků      | Bratislava Košice | Kapacita: 8 378 diváků |
|                              | Bratislava Košice |                        |

## Maskot
Maskotem se měl stát vlk Gooly, stejně jako při posledním Mistrovství světa v ledním hokeji 2011 na Slovensku. Dne 15. srpna 2018 v 10:00 odhalili pořadatelé novou podobu maskota na své oficiální facebookové stránce. Tím se stal medvěd, který má na sobě kromě slovenského dresu také části tradičního kroje, a to čepičku a bačovský opasek. Součástí odhalení nového maskota byla také soutěž o vybrání jeho jména. V té vyhrálo v druhém kole jméno Macejko.

## Herní systém
Šestnáct účastníků bylo rozděleno do dvou skupin po 8 týmech. V rámci skupiny se utkal každý s každým. Za vítězství v základní hrací době se udělovaly 3 body, za vítězství po prodloužení či samostatných nájezdech 2 body, za prohru po prodloužení či samostatných nájezdech 1 bod a za prohru v základní hrací době 0 bodů. Z každé skupiny postoupily čtveřice týmů s nejvyšším počtem bodů do čtvrtfinále playoff. Pro týmy na pátých až osmých místech ve skupinách turnaj skončil. Oba týmy z osmých míst automaticky sestoupily do 1. divize (neplatilo pro Švýcarsko – pořadatele MS 2020).

### Kritéria při rovnosti bodů v základních skupinách
Pokud po konci základních skupin měly dva týmy stejný počet bodů, rozhodl výsledek jejich vzájemného zápasu. Pokud rovnost nastala mezi třemi nebo více týmy, postupovalo se podle následujících kritérií, dokud nezbyly dva týmy, mezi nimiž rozhodl vzájemný zápas:
1. Body z minitabulky vzájemných zápasů
2. Brankový rozdíl z minitabulky vzájemných zápasů
3. Vyšší počet vstřelených branek v minitabulce vzájemných zápasů
4. Výsledky proti nejbližšímu nejvýše umístěnému týmu mimo týmů v minitabulce (pořadí kritérií: body, brankový rozdíl, více vstřelených branek)
5. Výsledky proti nejbližšímu druhému nejvýše umístěnému týmu mimo týmů v minitabulce (pořadí kritérií: body, brankový rozdíl, více vstřelených branek)
6. Postavení v žebříčku IIHF 2018 před startem mistrovství

V průběhu základních skupin, kdy ještě nebyly sehrány všechny zápasy, rozhodovala v případě bodové rovnosti tato kritéria:
1. Nižší počet odehraných utkání
2. Brankový rozdíl
3. Vyšší počet vstřelených branek
4. Postavení v žebříčku IIHF 2018 před startem mistrovství

Čtvrtfinále bylo sehráno křížovým systémem (tj. 1. tým ze skupiny A proti 4. týmu ze skupiny B, 2. tým ze skupiny A proti 3. týmu ze skupiny B, 1. tým ze skupiny B proti 4. týmu ze skupiny A a 2. tým ze skupiny B proti 3. týmu ze skupiny A). Vítězové čtvrtfinále postoupili do semifinále, pro poražené čtvrtfinalisty turnaj skončil. V semifinále turnaje na sebe celky už nenarazily podle pavouka, jako tomu bylo dosud. O finále se spolu utkal postupující tým do semifinále s nejlepší bilancí po základních skupinách proti tomu čtvrtému, druhou dvojici vytvoří druhý a třetí nejlepší tým po základních skupinách, které se dostaly do semifinále.

#### Systém prodloužení v playoff
V případě vyrovnaného stavu i po šedesáti minutách čtvrtfinále, semifinále nebo zápasu o třetí místo se zápas prodlužuje o deset minut, a to po krátké tříminutové přestávce. V zápase o zlaté medaile by následovalo dvacetiminutové prodloužení, před kterým by proběhla patnáctiminutová přestávka s úpravou ledové plochy. Jestliže by během prodloužení ani jeden z týmů nedosáhl branky, na řadu by se dostaly samostatné nájezdy, které by určily vítěze utkání.

### Kritéria pro určení konečného pořadí týmů
Pořadí na prvních čtyřech místech určil výsledek finálového zápasu a utkání o bronz. O konečném umístění na 5. až 16. místě rozhodovala tato kritéria:
1. Vyšší postavení ve skupině
2. Vyšší počet bodů ve skupině
3. Lepší brankový rozdíl
4. Vyšší počet vstřelených branek
5. Postavení v žebříčku IIHF před startem mistrovství

Poznámka: Poražení čtvrtfinalisté zaujali automaticky 5. až 8. místo a byli seřazeni podle výsledků v základních skupinách dle kritérií uvedených výše.

## Rozhodčí
1. března 2019 bylo vyhlášeno 16 hlavních rozhodčích a 16 čárových rozhodčích.
| - Manuel Nikolic - Maxim Sidorenko - Oliver Gouin - Brett Iverson - Jan Hribik - Martin Fraňo - Mikko Kaukokari - Aleksi Rantala | - Gordon Schukies - Roman Gofman - Jevgenij Romasko - Peter Stano - Linus Öhlund - Tobias Bjork - Stephen Reneau - Jeremy Tufts |

| - Dmitrij Goljak - Dustin McCrank - Nathan Vanoosten - Jiří Ondráček - Miroslav Lhotský - Rene Jensen - Hannu Sormunen - Lauri Nikulainen | - Andrew Dalton - Joep Leermakers - Dmitrij Šišlo - Gleb Lazarev - Roman Kaderli - Andreas Malmqvist - William Hancock - Brian Oliver |

## Základní skupiny

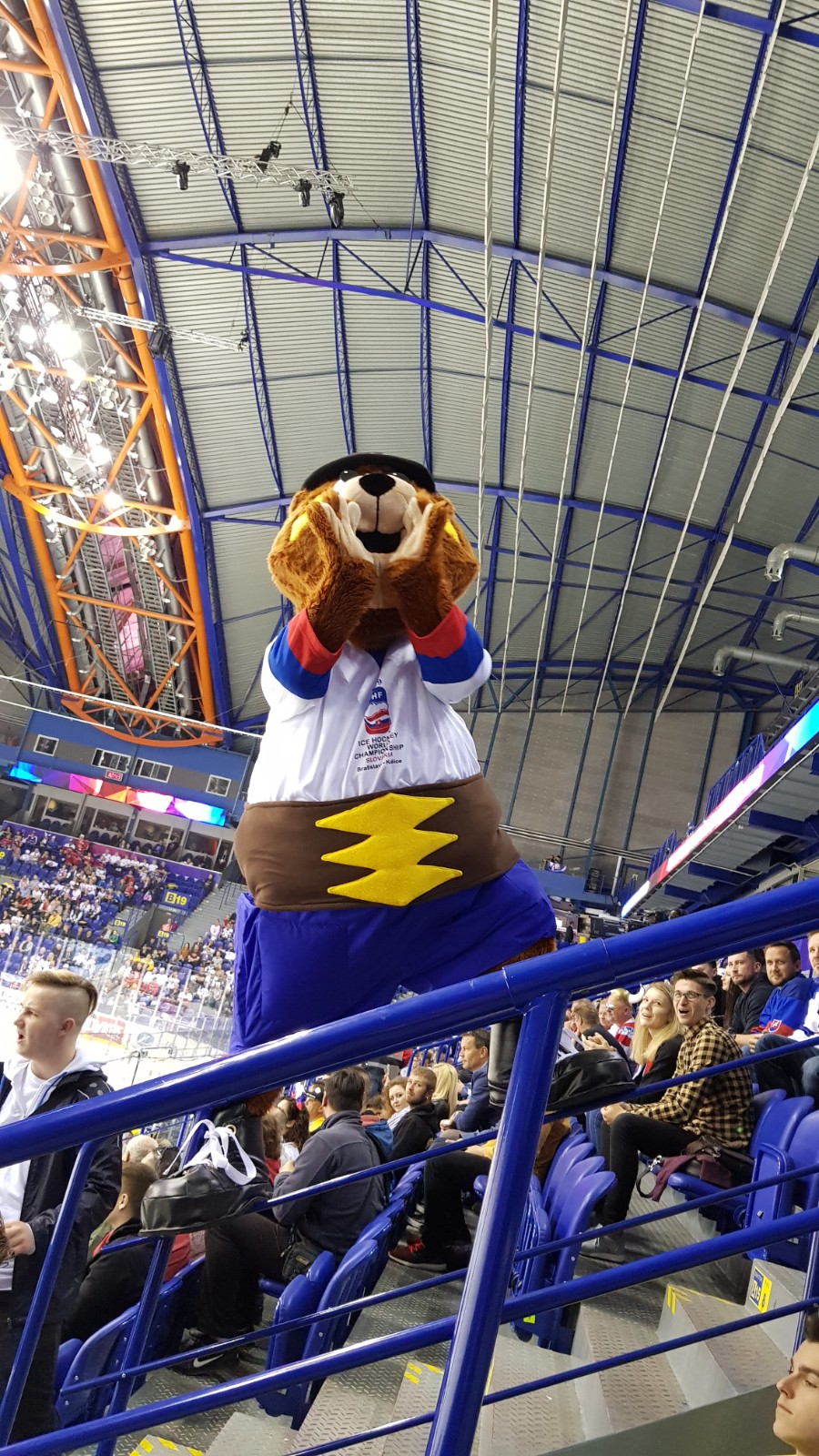
maskot Macejko

Týmy byly do základních skupin rozděleny podle žebříčku IIHF po mistrovství světa v ledním hokeji 2018.
| Skupina A - Košice  | Skupina B - Bratislava |
| ------------------- | ---------------------- |
| Kanada (1)          | Švédsko (2)            |
| USA (4)             | Rusko (3)              |
| Finsko (5)          | Česko (6)              |
| Německo (8)         | Švýcarsko (7)          |
| Slovensko* (10)     | Norsko* (9)            |
| Dánsko (12)         | Lotyšsko (11)          |
| Francie (13)        | Rakousko (17)          |
| Velká Británie (22) | Itálie (19)            |

*Slováci využili možnosti prohodit dva týmy stejné úrovně a prohodili domácí tým s Norskem, aby mohli hrát v Košicích.

### Skupina A – Košice

#### Tabulka

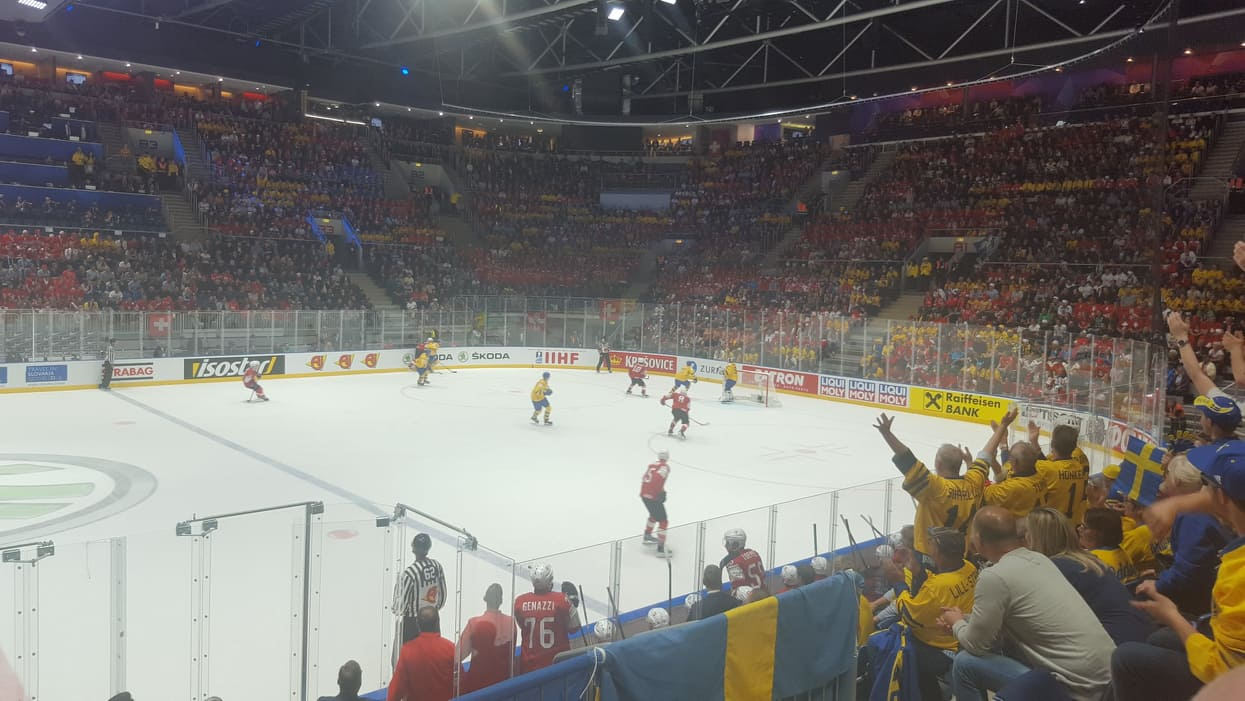
Fotografie ze zápasu Švédsko – Švýcarsko 4:3

|  | Týmy postupující do čtvrtfinále |
|  | Tým sestupující do Divize 1     |

| Poř. | Tým            | Z | V | VP | PP | P | GV | GI | +/- | B  |
| ---- | -------------- | - | - | -- | -- | - | -- | -- | --- | -- |
| 1.   | Kanada         | 7 | 6 | 0  | 0  | 1 | 36 | 11 | +25 | 18 |
| 2.   | Finsko         | 7 | 5 | 0  | 1  | 1 | 22 | 11 | +11 | 16 |
| 3.   | Německo        | 7 | 5 | 0  | 0  | 2 | 18 | 18 | 0   | 15 |
| 4.   | USA            | 7 | 4 | 1  | 0  | 2 | 27 | 15 | +12 | 14 |
| 5.   | Slovensko      | 7 | 3 | 1  | 0  | 3 | 28 | 19 | +9  | 11 |
| 6.   | Dánsko         | 7 | 1 | 1  | 1  | 4 | 18 | 23 | -5  | 6  |
| 7.   | Velká Británie | 7 | 0 | 1  | 0  | 6 | 9  | 41 | -32 | 2  |
| 8.   | Francie        | 7 | 0 | 0  | 2  | 5 | 14 | 34 | -20 | 2  |

#### Zápasy
| 10. května 2019 16:15 | Finsko | 3:1 (1:1, 0:0, 2:0) | Kanada | Steel Aréna, Košice Návštěvnost: 6 764 |  |

| Zpráva                                                          |                                                                 |                 |                               |                                                                      |
| Kevin Lankinen                                                  | Kevin Lankinen                                                  | Brankáři        | Matt Murray                   | Rozhodčí: Tobias Björk Jan Hribik Čároví: Brian Oliver Jiří Ondráček |
| Kaapo Kakko – 6:47' Arttu Ilomäki – 42:36' Kaapo Kakko – 59:26' | Kaapo Kakko – 6:47' Arttu Ilomäki – 42:36' Kaapo Kakko – 59:26' | 1:0 1:1 2:1 3:1 | 8:03' – Jonathan Marchessault | Rozhodčí: Tobias Björk Jan Hribik Čároví: Brian Oliver Jiří Ondráček |
| 2 min                                                           | 2 min                                                           | Tresty          | 4 min                         | Rozhodčí: Tobias Björk Jan Hribik Čároví: Brian Oliver Jiří Ondráček |
| 27                                                              | 27                                                              | Střely          | 21                            | Rozhodčí: Tobias Björk Jan Hribik Čároví: Brian Oliver Jiří Ondráček |

| 10. května 2019 20:15 | USA | 1:4 (1:1, 0:2, 0:1) | Slovensko | Steel Aréna, Košice Návštěvnost: 7 430 |  |

| Zpráva                        |                               |                     |                                                                                             |                                                                                |
| Cory Schneider                | Cory Schneider                | Brankáři            | Patrik Rybár                                                                                | Rozhodčí: Olivier Gouin Yevgeni Ramasko Čároví: Gleb Lazarev Andreas Malmqvist |
| Alex DeBrincat (PH1) – 12:05' | Alex DeBrincat (PH1) – 12:05' | 0:1 1:1 1:2 1:3 1:4 | 4:02' – Matúš Sukeľ 21:52' – Erik Černák (PH2) 24:58' – Tomáš Tatar 55:54' – Michal Krištof | Rozhodčí: Olivier Gouin Yevgeni Ramasko Čároví: Gleb Lazarev Andreas Malmqvist |
| 4 min                         | 4 min                         | Tresty              | 4 min                                                                                       | Rozhodčí: Olivier Gouin Yevgeni Ramasko Čároví: Gleb Lazarev Andreas Malmqvist |
| 26                            | 26                            | Střely              | 36                                                                                          | Rozhodčí: Olivier Gouin Yevgeni Ramasko Čároví: Gleb Lazarev Andreas Malmqvist |

| 11. května 2019 12:15 | Dánsko | 5:4 SN (2:1, 1:3, 1:0 - 0:0 - 1:0) | Francie | Steel Aréna, Košice Návštěvnost: 6 190 |  |

| Zpráva | |                                     | |                                                                            |
| Sebastian Dahm | Sebastian Dahm | Brankáři                            | Florian Hardy                                                                                           | Rozhodčí: Aleksi Rantala Jeremy Tufts Čároví: Dmitrij Goljak Jiří Ondráček |
| Frederik Storm – 20' Markus Lauridsen (PH1) – 20' Lars Eller – 36' Jesper Jensen – 47' Mikael Storm (rozhodující nájezd) – 65' | Frederik Storm – 20' Markus Lauridsen (PH1) – 20' Lars Eller – 36' Jesper Jensen – 47' Mikael Storm (rozhodující nájezd) – 65' | 0:1 1:1 2:1 2:2 2:3 2:4 3:4 4:4 5:4 | 9' – Charles Bertrand (PH1) 25' – Olivier Dame-Malka 33' – Damien Fleury 34' – Valentin Claireaux (PH1) | Rozhodčí: Aleksi Rantala Jeremy Tufts Čároví: Dmitrij Goljak Jiří Ondráček |
| 8 min | 8 min | Tresty                              | 8 min                                                                                                   | Rozhodčí: Aleksi Rantala Jeremy Tufts Čároví: Dmitrij Goljak Jiří Ondráček |
| 29 | 29 | Střely                              | 38 | Rozhodčí: Aleksi Rantala Jeremy Tufts Čároví: Dmitrij Goljak Jiří Ondráček |

| 11. května 2019 16:15 | Německo | 3:1 (0:0, 1:0, 2:1) | Velká Británie | Steel Aréna, Košice Návštěvnost: 6 866 |  |

| Zpráva | |                 |                    |                                                                              |
| Mathias Niederberger | Mathias Niederberger | Brankáři        | Ben Bowns          | Rozhodčí: Oliver Gouin Jan Hribik Čároví: Andreas Malmqvist Lauri Nikulainen |
| Moritz Seider (Yannic Seidenberg) – 40' Yasin Ehliz (Matthias Plachta) (PH1) – 51' Leon Draisaitl (Matthias Plachta) – 53' | Moritz Seider (Yannic Seidenberg) – 40' Yasin Ehliz (Matthias Plachta) (PH1) – 51' Leon Draisaitl (Matthias Plachta) – 53' | 1:0 1:1 2:1 3:1 | 44' – Mike Hammond | Rozhodčí: Oliver Gouin Jan Hribik Čároví: Andreas Malmqvist Lauri Nikulainen |
| 2 min | 2 min | Tresty          | 4 min              | Rozhodčí: Oliver Gouin Jan Hribik Čároví: Andreas Malmqvist Lauri Nikulainen |
| 35 | 35 | Střely          | 17                 | Rozhodčí: Oliver Gouin Jan Hribik Čároví: Andreas Malmqvist Lauri Nikulainen |

| 11. května 2019 20:15 | Slovensko | 2:4 (1:2, 1:0, 0:2) | Finsko | Steel Aréna, Košice Návštěvnost: 7 421 |  |

| Zpráva | |                         | |                                                                             |
| Marek Čiliak                                                                                              | Marek Čiliak                                                                                              | Brankáři                | Kevin Lankinen | Rozhodčí: Manuel Nikolic Maxim Sidorenko Čároví: Rene Jensen Dustin McCrank |
| Erik Černák (Andrej Sekera, Richard Pánik) – 11' Martin Marinčin (Marián Studenič, Christián Jaroš) – 40' | Erik Černák (Andrej Sekera, Richard Pánik) – 11' Martin Marinčin (Marián Studenič, Christián Jaroš) – 40' | 1:0 1:1 1:2 2:2 2:3 2:4 | 15' – Petteri Lindbohm (Veli-Matti Savinainen, Toni Rajala) (PH1) 17' – Kaapo Kakko (Niko Mikkola, Sakari Manninen) 50' – Kaapo Kakko (Niko Mikkola) 59' – Kaapo Kakko (Sakari Manninen) (PP) | Rozhodčí: Manuel Nikolic Maxim Sidorenko Čároví: Rene Jensen Dustin McCrank |
| 6 min | 6 min | Tresty                  | 6 min | Rozhodčí: Manuel Nikolic Maxim Sidorenko Čároví: Rene Jensen Dustin McCrank |
| 25 | 25 | Střely                  | 27 | Rozhodčí: Manuel Nikolic Maxim Sidorenko Čároví: Rene Jensen Dustin McCrank |

| 12. května 2019 12:15 | USA | 7:1 (3:0, 2:0, 2:1) | Francie | Steel Aréna, Košice Návštěvnost: 4 960 |  |

| Zpráva | |                                 |                    |                                                                             |
| Thatcher Demko | Thatcher Demko | Brankáři                        | Sebastian Ylönen   | Rozhodčí: Tobias Bjork Maxim Sidorenko Čároví: Rene Jensen Lauri Nikulainen |
| Alex DeBrincat – 5' Frank Vatrano – 6' Alex DeBrincat – 7' Colin White – 34' Patrick Kane – 36' Chris Kreider – 41' Colin White – 55' | Alex DeBrincat – 5' Frank Vatrano – 6' Alex DeBrincat – 7' Colin White – 34' Patrick Kane – 36' Chris Kreider – 41' Colin White – 55' | 1:0 2:0 3:0 4:0 5:0 6:0 6:1 7:1 | 47' – Anthony Rech | Rozhodčí: Tobias Bjork Maxim Sidorenko Čároví: Rene Jensen Lauri Nikulainen |
| 6 min | 6 min | Tresty                          | 6 min              | Rozhodčí: Tobias Bjork Maxim Sidorenko Čároví: Rene Jensen Lauri Nikulainen |
| 42 | 42 | Střely                          | 24                 | Rozhodčí: Tobias Bjork Maxim Sidorenko Čároví: Rene Jensen Lauri Nikulainen |

| 12. května 2019 16:15 | Dánsko | 1:2 (0:0, 0:2, 1:0) | Německo | Steel Aréna, Košice Návštěvnost: 5 605 |  |

| Zpráva                                                  |                                                         |             | |                                                                              |
| Sebastian Dahm                                          | Sebastian Dahm                                          | Brankáři    | Mathias Niederberger                                                                                                  | Rozhodčí: Manuel Nikolic Yevgeni Romasko Čároví: Dustin McCrank Brian Oliver |
| Mathias Bau Hansen (Nicolai Meyer, Oliver Larsen) – 51' | Mathias Bau Hansen (Nicolai Meyer, Oliver Larsen) – 51' | 0:1 0:2 1:2 | 31' – Matthias Plachta (Leon Draisaitl, Markus Eisenschmid) (PH1) 40' – Frederik Tiffels (Dominik Kahun, Frank Mauer) | Rozhodčí: Manuel Nikolic Yevgeni Romasko Čároví: Dustin McCrank Brian Oliver |
| 14 min                                                  | 14 min                                                  | Tresty      | 14 min | Rozhodčí: Manuel Nikolic Yevgeni Romasko Čároví: Dustin McCrank Brian Oliver |
| 38                                                      | 38                                                      | Střely      | 26 | Rozhodčí: Manuel Nikolic Yevgeni Romasko Čároví: Dustin McCrank Brian Oliver |

| 12. května 2019 20:15 | Velká Británie | 0:8 (0:2, 0:3, 0:3) | Kanada | Steel Aréna, Košice Návštěvnost: 4 563 |  |

| Zpráva                    |                           |                                 | |                                                                           |
| Ben Bowns Jackson Whistle | Ben Bowns Jackson Whistle | Brankáři                        | Carter Hart | Rozhodčí: Aleksi Rantala Jeremy Tufts Čároví: Dmitrij Goljak Gleb Lazarev |
|                           |                           | 0:1 0:2 0:3 0:4 0:5 0:6 0:7 0:8 | 3' – Mathieu Joseph (Adam Henrique, Darnell Nurse) 13' – Anthony Mantha (Jared McCann, Troy Stecher) 23' – Kyle Turris (Anthony Mantha) 28' – Dylan Strome (Jonathan Marchessault, Thomas Chabot) (PH1) 40' – Dante Fabbro (Tyson Jost) 41' – Kyle Turris (Anthony Mantha) 47' – Sean Couturier (Anthony Mantha, Thomas Chabot) (PH1) 51' – Anthony Mantha (Shea Theodore, Tyson Jost) (PH1) | Rozhodčí: Aleksi Rantala Jeremy Tufts Čároví: Dmitrij Goljak Gleb Lazarev |
| 16 min                    | 16 min                    | Tresty                          | 4 min | Rozhodčí: Aleksi Rantala Jeremy Tufts Čároví: Dmitrij Goljak Gleb Lazarev |
| 12                        | 12                        | Střely                          | 56 | Rozhodčí: Aleksi Rantala Jeremy Tufts Čároví: Dmitrij Goljak Gleb Lazarev |

| 13. května 2019 16:15 | USA | 3:2 PP (2:1, 0:1, 0:0 - 1:0) | Finsko | Steel Aréna, Košice Návštěvnost: 7 060 |  |

| Zpráva | |                     | |                                                                         |
| Cory Schneider | Cory Schneider | Brankáři            | Veini Vehviläinen                                                                                               | Rozhodčí: Jan Hribik Yevgeni Romasko Čároví: Gleb Lazarev Jiří Ondráček |
| Brady Skjei (Alex DeBrincat, Jack Eichel) – 1' Johnny Gaudreau (Jack Eichel) – 11' Dylan Larkin (Quinn Hughes, Clayton Keller) – 64' | Brady Skjei (Alex DeBrincat, Jack Eichel) – 1' Johnny Gaudreau (Jack Eichel) – 11' Dylan Larkin (Quinn Hughes, Clayton Keller) – 64' | 1:0 2:0 2:1 2:2 3:2 | 20' – Harri Pesonen (Sakari Manninen, Miika Koivissto) 40' – Niko Ojamäki (Sakari Manninen, Oliwer Kaski) (PH1) | Rozhodčí: Jan Hribik Yevgeni Romasko Čároví: Gleb Lazarev Jiří Ondráček |
| 4 min | 4 min | Tresty              | 2 min | Rozhodčí: Jan Hribik Yevgeni Romasko Čároví: Gleb Lazarev Jiří Ondráček |
| 29 | 29 | Střely              | 26 | Rozhodčí: Jan Hribik Yevgeni Romasko Čároví: Gleb Lazarev Jiří Ondráček |

| 13. května 2019 20:15 | Slovensko | 5:6 (2:2, 2:3, 1:1) | Kanada | Steel Aréna, Košice Návštěvnost: 7 420 |  |

| Zpráva | |                                             | |                                                                              |
| Patrik Rybár Marek Čiliak | Patrik Rybár Marek Čiliak | Brankáři                                    | Matt Murray | Rozhodčí: Tobias Bjork Manuel Nikolic Čároví: Andreas Malmqvist Brian Oliver |
| Matúš Sukeľ (Marián Studenič, Ladislav Nagy) – 8' Adam Liška (Christian Jaroš, Mário Lunter) – 9' Ladislav Nagy (Martin Marinčin, Róbert Lantoši) (PH1) – 22' Adam Liška (Dávid Buc, Mário Lunter) – 26' Matúš Sukeľ (Martin Marinčin) – 52' | Matúš Sukeľ (Marián Studenič, Ladislav Nagy) – 8' Adam Liška (Christian Jaroš, Mário Lunter) – 9' Ladislav Nagy (Martin Marinčin, Róbert Lantoši) (PH1) – 22' Adam Liška (Dávid Buc, Mário Lunter) – 26' Matúš Sukeľ (Martin Marinčin) – 52' | 1:0 2:0 2:1 2:2 3:2 4:2 4:3 4:4 4:5 5:5 5:6 | 17' – Anthony Mantha (Kyle Turris, Jared McCann) 19' – Shea Theodore (Anthony Mantha, Damon Severson) 28' – Jonathan Marchessault (Thomas Chabot) (PH1) 29' – Anthony Cirelli (Sam Reinhart, Shea Theodore) 37' – Troy Stecher (Kyle Turris, Damon Severson) 59:58' – Mark Stone (Thomas Chabot) (PH1) | Rozhodčí: Tobias Bjork Manuel Nikolic Čároví: Andreas Malmqvist Brian Oliver |
| 10 min | 10 min | Tresty                                      | 22 min | Rozhodčí: Tobias Bjork Manuel Nikolic Čároví: Andreas Malmqvist Brian Oliver |
| 31 | 31 | Střely                                      | 28 | Rozhodčí: Tobias Bjork Manuel Nikolic Čároví: Andreas Malmqvist Brian Oliver |

| 14. května 2019 16:15 | Velká Británie | 0:9 (0:3, 0:5, 0:1) | Dánsko | Steel Aréna, Košice Návštěvnost: 3 463 |  |

| Zpráva                    |                           |                                     | |                                                                          |
| Ben Bowns Jackson Whistle | Ben Bowns Jackson Whistle | Brankáři                            | Sebastian Dahm | Rozhodčí: Martin Fraňo Oliver Gouin Čároví: Dmitrij Goljak Roman Kaderli |
|                           |                           | 0:1 0:2 0:3 0:4 0:5 0:6 0:7 0:8 0:9 | 9' – Jesper Jensen (Lars Eller, Markus Lauridsen) (PH1) 10' – Mathias Bau Hansen (Mikkel Boedker, Peter Regin) (PH1) 13' – Morten Poulsen (Nick Olesen) 22' – Phillip Bruggisser (Mikkel Boedker, Morten Madsen) 25' – Lars Eller (Jesper Jensen, Peter Regin) (PH1) 25' – Nicklas Jensen (Lars Eller, Markus Lauridsen) (PH1) 32' – Nicklas Jensen (Frederik Storm, Lars Eller) 36' – Morten Poulsen (Jesper Jensen, Nick Olesen) 52' – Morten Poulsen (Julian Jakobsen) (VO1) | Rozhodčí: Martin Fraňo Oliver Gouin Čároví: Dmitrij Goljak Roman Kaderli |
| 10 min                    | 10 min                    | Tresty                              | 6 min | Rozhodčí: Martin Fraňo Oliver Gouin Čároví: Dmitrij Goljak Roman Kaderli |
| 19                        | 19                        | Střely                              | 42 | Rozhodčí: Martin Fraňo Oliver Gouin Čároví: Dmitrij Goljak Roman Kaderli |

| 14. května 2019 20:15 | Německo | 4:1 (1:0, 2:1, 1:0) | Francie | Steel Aréna, Košice Návštěvnost: 4 013 |  |

| Zpráva | |                     |                                                   |                                                                              |
| Philipp Grubauer Niklas Treutle | Philipp Grubauer Niklas Treutle | Brankáři            | Florian Hardy                                     | Rozhodčí: Yevgeni Romasko Maxim Sidorenko Čároví: Gleb Lazarev Dmitrij Šišlo |
| Moritz Seider (Gerrit Fauser, Patrick Hager) – 18' Matthias Plachta (Markus Eisenschmid, Jonas Muller) – 34' Leon Draisaitl (Dominik Kahun) – 38' Korbinian Holzer (PP) – 60' | Moritz Seider (Gerrit Fauser, Patrick Hager) – 18' Matthias Plachta (Markus Eisenschmid, Jonas Muller) – 34' Leon Draisaitl (Dominik Kahun) – 38' Korbinian Holzer (PP) – 60' | 1:0 1:1 2:1 3:1 4:1 | 25' – Damien Fleury (Tim Bozon, Antonin Manavian) | Rozhodčí: Yevgeni Romasko Maxim Sidorenko Čároví: Gleb Lazarev Dmitrij Šišlo |
| 10 min | 10 min | Tresty              | 8 min                                             | Rozhodčí: Yevgeni Romasko Maxim Sidorenko Čároví: Gleb Lazarev Dmitrij Šišlo |
| 31 | 31 | Střely              | 25                                                | Rozhodčí: Yevgeni Romasko Maxim Sidorenko Čároví: Gleb Lazarev Dmitrij Šišlo |

| 15. května 2019 16:15 | USA | 6:3 (1:1, 3:1, 2:1) | Velká Británie | Steel Aréna, Košice Návštěvnost: 5 510 |  |

| Zpráva | |                                     |                                                                                             |                                                                                  |
| Thatcher Demko | Thatcher Demko | Brankáři                            | Ben Bowns                                                                                   | Rozhodčí: Tobias Bjork Manuel Nikolic Čároví: Miroslav Lhotský Andreas Malmqvist |
| James van Riemsdyk (Kane, Suter) (PH1) – 13' Clayton Keller (Hughes, Demko) (PH1) – 30' Chris Kreider (Eichel, Suter) – 32' Alex DeBrincat (Ryan, Kane) – 38' Patrick Kane (Chris Kreider, Hanifin) – 42' Derek Ryan (Glendening, Hanifin) – 50' | James van Riemsdyk (Kane, Suter) (PH1) – 13' Clayton Keller (Hughes, Demko) (PH1) – 30' Chris Kreider (Eichel, Suter) – 32' Alex DeBrincat (Ryan, Kane) – 38' Patrick Kane (Chris Kreider, Hanifin) – 42' Derek Ryan (Glendening, Hanifin) – 50' | 1:0 1:1 2:1 3:1 4:1 4:2 5:2 6:2 6:3 | 16' – Mike Hammond (Phillips) 40' – Brett Perlini 57' – Ben Davies (Lachowicz, Billingsley) | Rozhodčí: Tobias Bjork Manuel Nikolic Čároví: Miroslav Lhotský Andreas Malmqvist |
| 0 min | 0 min | Tresty                              | 10 min                                                                                      | Rozhodčí: Tobias Bjork Manuel Nikolic Čároví: Miroslav Lhotský Andreas Malmqvist |
| 65 | 65 | Střely                              | 26                                                                                          | Rozhodčí: Tobias Bjork Manuel Nikolic Čároví: Miroslav Lhotský Andreas Malmqvist |

| 15. května 2019 20:15 | Německo | 3:2 (0:0, 1:2, 2:0) | Slovensko | Steel Aréna, Košice Návštěvnost: 7 440 |  |

| Zpráva | |                     |                                                                                    |                                                                            |
| Mathias Niederberger                                                                                                  | Mathias Niederberger                                                                                                  | Brankáři            | Marek Čiliak                                                                       | Rozhodčí: Martin Fraňo Maxim Sidorenko Čároví: Jiří Ondráček Dmitrij Šišlo |
| Marc Michaelis (Eisenschmid) – 24' Markus Eisenschmid (Seidenberg, Kahun) – 59' Leon Draisaitl (Tiffels, Kahun) – 60' | Marc Michaelis (Eisenschmid) – 24' Markus Eisenschmid (Seidenberg, Kahun) – 59' Leon Draisaitl (Tiffels, Kahun) – 60' | 1:0 1:1 1:2 2:2 3:2 | 29' – Andrej Sekera (Černák, Tatar) (PH2) 30' – Libor Hudáček (Pánik, Tatar) (PH1) | Rozhodčí: Martin Fraňo Maxim Sidorenko Čároví: Jiří Ondráček Dmitrij Šišlo |
| 18 min | 18 min | Tresty              | 18 min                                                                             | Rozhodčí: Martin Fraňo Maxim Sidorenko Čároví: Jiří Ondráček Dmitrij Šišlo |
| 21 | 21 | Střely              | 36                                                                                 | Rozhodčí: Martin Fraňo Maxim Sidorenko Čároví: Jiří Ondráček Dmitrij Šišlo |

| 16. května 2019 16:15 | Kanada | 5:2 (3:0, 0:1, 2:1) | Francie | Steel Aréna, Košice Návštěvnost: 4 519 |  |

| Zpráva | |                             |                                                                    |                                                                                  |
| Carter Hart | Carter Hart | Brankáři                    | Henri-Corentin Buysse                                              | Rozhodčí: Linus Öhlund Stephen Reneau Čároví: Miroslav Lhotský Andreas Malmqvist |
| Anthony Mantha (Theodore, Severson) (PH2) – 9' Darnell Nurse (Marchessault, Dubois) – 11' Anthony Cirelli (Couturier, Reinhart) – 17' Anthony Mantha – 49' Mark Stone (Marchessault) – 51' | Anthony Mantha (Theodore, Severson) (PH2) – 9' Darnell Nurse (Marchessault, Dubois) – 11' Anthony Cirelli (Couturier, Reinhart) – 17' Anthony Mantha – 49' Mark Stone (Marchessault) – 51' | 1:0 2:0 3:0 3:1 3:2 4:2 5:2 | 37' – Damien Fleury (Chakiachvili, Guttig) (PP) 43' – Anthony Rech | Rozhodčí: Linus Öhlund Stephen Reneau Čároví: Miroslav Lhotský Andreas Malmqvist |
| 8 min | 8 min | Tresty                      | 10 min                                                             | Rozhodčí: Linus Öhlund Stephen Reneau Čároví: Miroslav Lhotský Andreas Malmqvist |
| 46 | 46 | Střely                      | 23                                                                 | Rozhodčí: Linus Öhlund Stephen Reneau Čároví: Miroslav Lhotský Andreas Malmqvist |

| 16. května 2019 20:15 | Finsko | 3:1 (0:0, 2:1, 1:0) | Dánsko | Steel Aréna, Košice Návštěvnost: 4 812 |  |

| Zpráva | |                 |                                                       |                                                                           |
| Kevin Lankinen                                                                                             | Kevin Lankinen                                                                                             | Brankáři        | Sebastian Dahm                                        | Rozhodčí: Tobias Bjork Roman Gofman Čároví: William Hancock Roman Kaderli |
| Kaapo Kakko (Lehtonen) – 26' Sakari Manninen (Rajala, Lehtonen) – 35' Harri Pesonen (Kakko, Ohtamaa) – 52' | Kaapo Kakko (Lehtonen) – 26' Sakari Manninen (Rajala, Lehtonen) – 35' Harri Pesonen (Kakko, Ohtamaa) – 52' | 0:1 1:1 2:1 3:1 | 22' – Morten Madsen (Nick. Jensen, M. Lauridsen) (PP) | Rozhodčí: Tobias Bjork Roman Gofman Čároví: William Hancock Roman Kaderli |
| 10 min | 10 min | Tresty          | 6 min                                                 | Rozhodčí: Tobias Bjork Roman Gofman Čároví: William Hancock Roman Kaderli |
| 37 | 37 | Střely          | 26                                                    | Rozhodčí: Tobias Bjork Roman Gofman Čároví: William Hancock Roman Kaderli |

| 17. května 2019 16:15 | Francie | 3:6 (0:2, 2:1, 1:3) | Slovensko | Steel Aréna, Košice Návštěvnost: 7 440 |  |

| Zpráva | |                                     | |                                                                               |
| Florian Hardy Henri-Corentin Buysse | Florian Hardy Henri-Corentin Buysse | Brankáři                            | Patrik Rybár | Rozhodčí: Roman Gofman Gordon Schukies Čároví: Roman Kaderli Miroslav Lhotský |
| Antonin Manavian (Hecquefeuille, Bertrand) – 33' Alexandre Texier (Chakiachvili, Fleury) (PH1) – 36' Anthony Rech (Texier, Dame-Malka) – 58' | Antonin Manavian (Hecquefeuille, Bertrand) – 33' Alexandre Texier (Chakiachvili, Fleury) (PH1) – 36' Anthony Rech (Texier, Dame-Malka) – 58' | 0:1 0:2 0:3 1:3 2:3 2:4 2:5 2:6 3:6 | 14' – Richard Pánik (Lantoši, Sekera) (PH1) 20' – Matúš Sukeľ (Fehérváry, Tatar) 26' – Libor Hudáček (Pánik, Černák) (PH1) 41' – Erik Černák (Pánik, Tatar) 43' – Michal Čajkovský (Buc) 46' – Ladislav Nagy (Daňo, Marinčin) (PH1) | Rozhodčí: Roman Gofman Gordon Schukies Čároví: Roman Kaderli Miroslav Lhotský |
| 12 min | 12 min | Tresty                              | 4 min | Rozhodčí: Roman Gofman Gordon Schukies Čároví: Roman Kaderli Miroslav Lhotský |
| 20 | 20 | Střely                              | 27 | Rozhodčí: Roman Gofman Gordon Schukies Čároví: Roman Kaderli Miroslav Lhotský |

| 17. května 2019 20:15 | Finsko | 5:0 (0:0, 3:0, 2:0) | Velká Británie | Steel Aréna, Košice Návštěvnost: 5 618 |  |

| Zpráva | |                     |           |                                                                                |
| Jussi Olkinuora | Jussi Olkinuora | Brankáři            | Ben Bowns | Rozhodčí: Linus Öhlund Stephen Reneau Čároví: Joep Leermakers Nathan Vanoosten |
| Toni Rajala (Lehtonen, Olkinuora) (PH1) – 21' Atte Ohtamaa (Tyrväinen, Savinainen) – 26' Joel Kiviranta (Koivisto, Tyrväinen) – 36' Kristian Kuusela (Savinainen) (PP) – 58' Mikko Lehtonen (Jokiharju) (PH1) – 60' | Toni Rajala (Lehtonen, Olkinuora) (PH1) – 21' Atte Ohtamaa (Tyrväinen, Savinainen) – 26' Joel Kiviranta (Koivisto, Tyrväinen) – 36' Kristian Kuusela (Savinainen) (PP) – 58' Mikko Lehtonen (Jokiharju) (PH1) – 60' | 1:0 2:0 3:0 4:0 5:0 |           | Rozhodčí: Linus Öhlund Stephen Reneau Čároví: Joep Leermakers Nathan Vanoosten |
| 4 min | 4 min | Tresty              | 8 min     | Rozhodčí: Linus Öhlund Stephen Reneau Čároví: Joep Leermakers Nathan Vanoosten |
| 49 | 49 | Střely              | 12        | Rozhodčí: Linus Öhlund Stephen Reneau Čároví: Joep Leermakers Nathan Vanoosten |

| 18. května 2019 12:15 | Dánsko | 1:7 (0:4, 1:2, 0:1) | USA | Steel Aréna, Košice Návštěvnost: 6 184 |  |

| Zpráva                                |                                       |                                 | |                                                                               |
| Simon Nielsen Patrick Galbraith       | Simon Nielsen Patrick Galbraith       | Brankáři                        | Cory Schneider | Rozhodčí: Martin Fraňo Mikko Kaukokari Čároví: Dmitrij Šišlo Nathan Vanoosten |
| Nick Olesen (Bau, O. Lauridsen) – 25' | Nick Olesen (Bau, O. Lauridsen) – 25' | 0:1 0:2 0:3 0:4 1:4 1:5 1:6 1:7 | 11' – Frank Vatrano (Ryan, Hanifin) 12' – Alex DeBrincat (Kane, Suter) (PH1) 15' – James van Riemsdyk (Ryan Suter, White) 19' – Chris Kreider (Hughes, Eichel) 32' – Alex DeBrincat (Kane, White) 34' – Dylan Larkin (Ryan) 52' – Jack Eichel (Kane, Debrincat) (PH1) | Rozhodčí: Martin Fraňo Mikko Kaukokari Čároví: Dmitrij Šišlo Nathan Vanoosten |
| 8 min                                 | 8 min                                 | Tresty                          | 10 min | Rozhodčí: Martin Fraňo Mikko Kaukokari Čároví: Dmitrij Šišlo Nathan Vanoosten |
| 22                                    | 22                                    | Střely                          | 26 | Rozhodčí: Martin Fraňo Mikko Kaukokari Čároví: Dmitrij Šišlo Nathan Vanoosten |

| 18. května 2019 16:15 | Kanada | 8:1 (2:0, 2:1, 4:0) | Německo | Steel Aréna, Košice Návštěvnost: 6 510 |  |

| Zpráva | |                                     |                                                   |                                                                          |
| Matt Murray | Matt Murray | Brankáři                            | Niklas Treutle                                    | Rozhodčí: Roman Gofman Peter Stano Čároví: Roman Kaderli Joep Leermakers |
| Thomas Chabot (Marchessault, Strome) (PH1) – 3' Mark Stone (Severson, Nurse) – 17' Mark Stone (Strome, Marchessault) (PH1) – 27' Mark Stone (Dubois) – 39' Anthony Mantha – 44' Anthony Mantha (Turris) – 45' Sam Reinhart (Strome) – 46' Anthony Cirelli (Joseph) – 54' | Thomas Chabot (Marchessault, Strome) (PH1) – 3' Mark Stone (Severson, Nurse) – 17' Mark Stone (Strome, Marchessault) (PH1) – 27' Mark Stone (Dubois) – 39' Anthony Mantha – 44' Anthony Mantha (Turris) – 45' Sam Reinhart (Strome) – 46' Anthony Cirelli (Joseph) – 54' | 1:0 2:0 3:0 3:1 4:1 5:1 6:1 7:1 8:1 | 39' – Yasin Ehliz (Eisenschmid, Seidenberg) (PH1) | Rozhodčí: Roman Gofman Peter Stano Čároví: Roman Kaderli Joep Leermakers |
| 12 min | 12 min | Tresty                              | 18 min                                            | Rozhodčí: Roman Gofman Peter Stano Čároví: Roman Kaderli Joep Leermakers |
| 49 | 49 | Střely                              | 16                                                | Rozhodčí: Roman Gofman Peter Stano Čároví: Roman Kaderli Joep Leermakers |

| 18. května 2019 20:15 | Velká Británie | 1:7 (1:3, 0:3, 0:1) | Slovensko | Steel Aréna, Košice Návštěvnost: 7 440 |  |

| Zpráva                          |                                 |                                 | |                                                                                 |
| Ben Bowns Jackson Whistle       | Ben Bowns Jackson Whistle       | Brankáři                        | Denis Godla | Rozhodčí: Brett Iverson Stephen Reneau Čároví: William Hancock Miroslav Lhotský |
| Mike Hammond (Richardson) – 18' | Mike Hammond (Richardson) – 18' | 0:1 0:2 0:3 1:3 1:4 1:5 1:6 1:7 | 3' – Andrej Sekera (Buc) 3' – Tomáš Tatar 10' – Martin Marinčin (Krištof) (PH1) 25' – Michal Čajkovský (Pánik) 30' – Marian Studenič (Krištof) 36' – Matúš Sukeľ (Liška, Koch) 59' – Dávid Bondra (Koch, Nagy) | Rozhodčí: Brett Iverson Stephen Reneau Čároví: William Hancock Miroslav Lhotský |
| 4 min                           | 4 min                           | Tresty                          | 4 min | Rozhodčí: Brett Iverson Stephen Reneau Čároví: William Hancock Miroslav Lhotský |
| 17                              | 17                              | Střely                          | 38 | Rozhodčí: Brett Iverson Stephen Reneau Čároví: William Hancock Miroslav Lhotský |

| 19. května 2019 16:15 | Německo | 1:3 (1:1, 0:0, 0:2) | USA | Steel Aréna, Košice Návštěvnost: 6 293 |  |

| Zpráva                             |                                    |                 | |                                                                            |
| Mathias Niederberger               | Mathias Niederberger               | Brankáři        | Cory Schneider | Rozhodčí: Linus Öhlund Peter Stano Čároví: Hannu Sormunen Nathan Vanoosten |
| Frederik Tiffels (Draisaitl) – 12' | Frederik Tiffels (Draisaitl) – 12' | 1:0 1:1 1:2 1:3 | 14' – James van Riemsdyk (Keller, Martinez) 51' – Dylan Larkin (Van Riemsdyk, Martinez) 57' – Jack Eichel (Kane, Suter) | Rozhodčí: Linus Öhlund Peter Stano Čároví: Hannu Sormunen Nathan Vanoosten |
| 2 min                              | 2 min                              | Tresty          | 4 min | Rozhodčí: Linus Öhlund Peter Stano Čároví: Hannu Sormunen Nathan Vanoosten |
| 25                                 | 25                                 | Střely          | 29 | Rozhodčí: Linus Öhlund Peter Stano Čároví: Hannu Sormunen Nathan Vanoosten |

| 19. května 2019 20:15 | Francie | 0:3 (0:1, 0:1, 0:1) | Finsko | Steel Aréna, Košice Návštěvnost: 4 682 |  |

| Zpráva        |               |             | |                                                                            |
| Florian Hardy | Florian Hardy | Brankáři    | Kevin Lankinen | Rozhodčí: Martin Fraňo Gordon Schukies Čároví: Andrew Dalton Dmitrij Šišlo |
|               |               | 0:1 0:2 0:3 | 10' – Joel Kiviranta (Lindbohm, Tyrväinen) 22' – Niko Mikkola (Pesonen, Kaski) 53' – Jere Sallinen (Savinainen, Kuusela) | Rozhodčí: Martin Fraňo Gordon Schukies Čároví: Andrew Dalton Dmitrij Šišlo |
| 14 min        | 14 min        | Tresty      | 8 min | Rozhodčí: Martin Fraňo Gordon Schukies Čároví: Andrew Dalton Dmitrij Šišlo |
| 21            | 21            | Střely      | 47 | Rozhodčí: Martin Fraňo Gordon Schukies Čároví: Andrew Dalton Dmitrij Šišlo |

| 20. května 2019 16:15 | Francie | 3:4 PP (0:0, 3:2, 0:1 - 0:1) | Velká Británie | Steel Aréna, Košice Návštěvnost: 7 440 |  |

| Zpráva | |                             | |                                                                             |
| Florian Hardy                                                                                                  | Florian Hardy                                                                                                  | Brankáři                    | Ben Bowns | Rozhodčí: Mikko Kaukokari Peter Stano Čároví: Roman Kaderli Joep Leermakers |
| Anthony Rech (Manavian, Bozon) – 24' Sacha Treille (Chakiachvili, Texier) – 28' Anthony Rech (Claireaux) – 28' | Anthony Rech (Manavian, Bozon) – 24' Sacha Treille (Chakiachvili, Texier) – 28' Anthony Rech (Claireaux) – 28' | 1:0 2:0 3:0 3:1 3:2 3:3 3:4 | 35' – Robert Dowd (O'Connor) 39' – Mike Hammond (O'Connor, Phillips) 46' – Robert Farmer (Phillips, O'Connor) 63' – Ben Davies (Phillips) | Rozhodčí: Mikko Kaukokari Peter Stano Čároví: Roman Kaderli Joep Leermakers |
| 4 min | 4 min | Tresty                      | 4 min | Rozhodčí: Mikko Kaukokari Peter Stano Čároví: Roman Kaderli Joep Leermakers |
| 36 | 36 | Střely                      | 30 | Rozhodčí: Mikko Kaukokari Peter Stano Čároví: Roman Kaderli Joep Leermakers |

| 20. května 2019 20:15 | Kanada | 5:0 (3:0, 1:0, 1:0) | Dánsko | Steel Aréna, Košice Návštěvnost: 4 665 |  |

| Zpráva | |                     |                   |                                                                              |
| Carter Hart Mackenzie Blackwood | Carter Hart Mackenzie Blackwood | Brankáři            | Patrick Galbraith | Rozhodčí: Linus Öhlund Gordon Schukies Čároví: Andrew Dalton William Hancock |
| Pierre-Luc Dubois (Marchessault, Stone) – 3' Jared McCann (Turris) – 7' Jonathan Marchessault (Severson, Stone) – 9' Sam Reinhart (Couturier, Chabot) (PH1) – 34' Sam Reinhart (Myers, Cirelli) – 45' | Pierre-Luc Dubois (Marchessault, Stone) – 3' Jared McCann (Turris) – 7' Jonathan Marchessault (Severson, Stone) – 9' Sam Reinhart (Couturier, Chabot) (PH1) – 34' Sam Reinhart (Myers, Cirelli) – 45' | 1:0 2:0 3:0 4:0 5:0 |                   | Rozhodčí: Linus Öhlund Gordon Schukies Čároví: Andrew Dalton William Hancock |
| 8 min | 8 min | Tresty              | 6 min             | Rozhodčí: Linus Öhlund Gordon Schukies Čároví: Andrew Dalton William Hancock |
| 34 | 34 | Střely              | 24                | Rozhodčí: Linus Öhlund Gordon Schukies Čároví: Andrew Dalton William Hancock |

| 21. května 2019 12:15 | Finsko | 2:4 (1:1, 1:1, 0:2) | Německo | Steel Aréna, Košice Návštěvnost: 6 685 |  |

| Zpráva                                                                           |                                                                                  |                         | |                                                                                |
| Kevin Lankinen                                                                   | Kevin Lankinen                                                                   | Brankáři                | Philipp Grubauer | Rozhodčí: Roman Gofman Stephen Reneau Čároví: William Hancock Nathan Vanoosten |
| Harri Pesonen (Lehtonen, Jokiharju) (PH1) – 16' Juhani Tyrväinen (Ojamäki) – 25' | Harri Pesonen (Lehtonen, Jokiharju) (PH1) – 16' Juhani Tyrväinen (Ojamäki) – 25' | 1:0 1:1 2:1 2:2 2:3 2:4 | 18' – Marc Michaelis (Plachta, Eisenschmid) 34' – Dominik Kahun (Draisaitl) 45' – Leon Draisaitl (Pföderl) (PH1) 60' – Leon Draisaitl (PP) | Rozhodčí: Roman Gofman Stephen Reneau Čároví: William Hancock Nathan Vanoosten |
| 4 min                                                                            | 4 min                                                                            | Tresty                  | 8 min | Rozhodčí: Roman Gofman Stephen Reneau Čároví: William Hancock Nathan Vanoosten |
| 41                                                                               | 41                                                                               | Střely                  | 21 | Rozhodčí: Roman Gofman Stephen Reneau Čároví: William Hancock Nathan Vanoosten |

| 21. května 2019 16:15 | Slovensko | 2:1 SN (0:0, 1:0, 0:1 - 0:0 - 1:0) | Dánsko | Steel Aréna, Košice Návštěvnost: 7 440 |  |

| Zpráva                                                     |                                                            |             |                                             |                                                                             |
| Denis Godla                                                | Denis Godla                                                | Brankáři    | Sebastian Dahm                              | Rozhodčí: Brett Iverson Linus Öhlund Čároví: Joep Leermakers Hannu Sormunen |
| Martin Marinčin (Studenič, Nagy) – 40' Ladislav Nagy – SN' | Martin Marinčin (Studenič, Nagy) – 40' Ladislav Nagy – SN' | 1:0 1:1 2:1 | 47' – Mikkel Bødker (Russell, Jensen) (PH2) | Rozhodčí: Brett Iverson Linus Öhlund Čároví: Joep Leermakers Hannu Sormunen |
| 10 min                                                     | 10 min                                                     | Tresty      | 4 min                                       | Rozhodčí: Brett Iverson Linus Öhlund Čároví: Joep Leermakers Hannu Sormunen |
| 29                                                         | 29                                                         | Střely      | 14                                          | Rozhodčí: Brett Iverson Linus Öhlund Čároví: Joep Leermakers Hannu Sormunen |

| 21. května 2019 20:15 | Kanada | 3:0 (2:0, 1:0, 0:0) | USA | Steel Aréna, Košice Návštěvnost: 7 440 |  |

| Zpráva                                                                               |                                                                                      |             |                |                                                                               |
| Matt Murray                                                                          | Matt Murray                                                                          | Brankáři    | Cory Schneider | Rozhodčí: Martin Fraňo Mikko Kaukokari Čároví: Miroslav Lhotský Dmitrij Šišlo |
| Pierre-Luc Dubois (Stone) – 2' Kyle Turris (Mantha) – 9' Jared McCann (Turris) – 36' | Pierre-Luc Dubois (Stone) – 2' Kyle Turris (Mantha) – 9' Jared McCann (Turris) – 36' | 1:0 2:0 3:0 |                | Rozhodčí: Martin Fraňo Mikko Kaukokari Čároví: Miroslav Lhotský Dmitrij Šišlo |
| 14 min                                                                               | 14 min                                                                               | Tresty      | 4 min          | Rozhodčí: Martin Fraňo Mikko Kaukokari Čároví: Miroslav Lhotský Dmitrij Šišlo |
| 36                                                                                   | 36                                                                                   | Střely      | 28             | Rozhodčí: Martin Fraňo Mikko Kaukokari Čároví: Miroslav Lhotský Dmitrij Šišlo |

### Skupina B – Bratislava

#### Tabulka
|  | Týmy postupující do čtvrtfinále |
|  | Tým sestupující do Divize 1     |

| Poř. | Tým       | Z | V | VP | PP | P | GV | GI | +/- | B  |
| ---- | --------- | - | - | -- | -- | - | -- | -- | --- | -- |
| 1.   | Rusko     | 7 | 7 | 0  | 0  | 0 | 36 | 7  | +29 | 21 |
| 2.   | Česko     | 7 | 6 | 0  | 0  | 1 | 39 | 14 | +25 | 18 |
| 3.   | Švédsko   | 7 | 5 | 0  | 0  | 2 | 41 | 21 | +20 | 15 |
| 4.   | Švýcarsko | 7 | 4 | 0  | 0  | 3 | 27 | 14 | +13 | 12 |
| 5.   | Lotyšsko  | 7 | 3 | 0  | 0  | 4 | 21 | 20 | +1  | 9  |
| 6.   | Norsko    | 7 | 2 | 0  | 0  | 5 | 19 | 33 | -14 | 6  |
| 7.   | Itálie    | 7 | 0 | 1  | 0  | 6 | 5  | 48 | -43 | 2  |
| 8.   | Rakousko  | 7 | 0 | 0  | 1  | 6 | 9  | 40 | -31 | 1  |

#### Zápasy
| 10. května 2019 16:15 | Rusko | 5:2 (2:0, 2:0, 1:2) | Norsko | Zimní stadion Ondreje Nepely, Bratislava Návštěvnost: 7 698 |  |

| Zpráva | |                             |                                                                                         |                                                                              |
| Andrej Vasilevskij | Andrej Vasilevskij | Brankáři                    | Henrik Haukeland                                                                        | Rozhodčí: Martin Fraňo Stephen Reneau Čároví: Roman Kaderli Miroslav Lhotský |
| Jevgenij Dadonov (PH1) – 9' Arťom Anisimov – 15' Nikita Kučerov (PH1) – 29' Jevgenij Dadonov (PH1) – 30' Nikita Gusev (Nikita Kučerov, Dinar Chafizullin) – 42' | Jevgenij Dadonov (PH1) – 9' Arťom Anisimov – 15' Nikita Kučerov (PH1) – 29' Jevgenij Dadonov (PH1) – 30' Nikita Gusev (Nikita Kučerov, Dinar Chafizullin) – 42' | 1:0 2:0 3:0 4:0 5:0 5:1 5:2 | 57' – Thomas Valkvæ Olsen (Alexander Reichenberg) 58' – Jonas Holøs (Andreas Martinsen) | Rozhodčí: Martin Fraňo Stephen Reneau Čároví: Roman Kaderli Miroslav Lhotský |
| 6 min | 6 min | Tresty                      | 8 min                                                                                   | Rozhodčí: Martin Fraňo Stephen Reneau Čároví: Roman Kaderli Miroslav Lhotský |
| 27 | 27 | Střely                      | 27                                                                                      | Rozhodčí: Martin Fraňo Stephen Reneau Čároví: Roman Kaderli Miroslav Lhotský |

| 10. května 2019 20:15 | Česko | 5:2 (1:0, 1:2, 3:0) | Švédsko | Zimní stadion Ondreje Nepely, Bratislava Návštěvnost: 8 723 |  |

| Zpráva | |                             | |                                                                             |
| Patrik Bartošák | Patrik Bartošák | Brankáři                    | Henrik Lundqvist | Rozhodčí: Roman Gofman Brett Iverson Čároví: William Hancock Hannu Sormunen |
| Jakub Vrána (Dominik Kubalík) – 1:55' Dominik Kubalík (Jan Kovář) – 36:36' Michael Frolík (Dominik Simon, Jakub Voráček) – 40:33' Jakub Vrána (Filip Hronek) – 55:50' Jan Kovář (Jakub Voráček) (PP) – 59:04' | Jakub Vrána (Dominik Kubalík) – 1:55' Dominik Kubalík (Jan Kovář) – 36:36' Michael Frolík (Dominik Simon, Jakub Voráček) – 40:33' Jakub Vrána (Filip Hronek) – 55:50' Jan Kovář (Jakub Voráček) (PP) – 59:04' | 1:0 1:1 1:2 2:2 3:2 4:2 5:2 | 20:24' – Patric Hörnqvist (William Nylander, Elias Pettersson) 23:01' – Oskar Lindblom (Erik Gustafsson, Jesper Bratt) (PH1) | Rozhodčí: Roman Gofman Brett Iverson Čároví: William Hancock Hannu Sormunen |
| 14 min | 14 min | Tresty                      | 14 min | Rozhodčí: Roman Gofman Brett Iverson Čároví: William Hancock Hannu Sormunen |
| 32 | 32 | Střely                      | 32 | Rozhodčí: Roman Gofman Brett Iverson Čároví: William Hancock Hannu Sormunen |

| 11. května 2019 12:15 | Švýcarsko | 9:0 (4:0, 2:0, 3:0) | Itálie | Zimní stadion Ondreje Nepely, Bratislava Návštěvnost: 8 463 |  |

| Zpráva | |                                     |                 |                                                                             |
| Reto Berra | Reto Berra | Brankáři                            | Andreas Bernard | Rozhodčí: Martin Fraňo Linus Öhlund Čároví: Hannu Sormunen Nathan Vanoosten |
| Kevin Fiala (Roman Josi) – 2' Gregory Hofmann (Joel Genazzi, Philipp Kurashev) – 8' Lino Martschini (Lukas Frick) – 11' Vincent Praplan (Andres Ambühl, Kevin Fiala) (PH1) – 20' Simon Moser (Andres Ambühl, Janis Moser) – 22' Kevin Fiala (Nico Hischier) – 24' Kevin Fiala (Nico Hischier, Vincent Praplan) (PH1) – 42' Romain Loeffel (Noah Rod) – 47' Nico Hischier (Vincent Praplan) – 50' | Kevin Fiala (Roman Josi) – 2' Gregory Hofmann (Joel Genazzi, Philipp Kurashev) – 8' Lino Martschini (Lukas Frick) – 11' Vincent Praplan (Andres Ambühl, Kevin Fiala) (PH1) – 20' Simon Moser (Andres Ambühl, Janis Moser) – 22' Kevin Fiala (Nico Hischier) – 24' Kevin Fiala (Nico Hischier, Vincent Praplan) (PH1) – 42' Romain Loeffel (Noah Rod) – 47' Nico Hischier (Vincent Praplan) – 50' | 1:0 2:0 3:0 4:0 5:0 6:0 7:0 8:0 9:0 |                 | Rozhodčí: Martin Fraňo Linus Öhlund Čároví: Hannu Sormunen Nathan Vanoosten |
| 2 min | 2 min | Tresty                              | 8 min           | Rozhodčí: Martin Fraňo Linus Öhlund Čároví: Hannu Sormunen Nathan Vanoosten |
| 61 | 61 | Střely                              | 18              | Rozhodčí: Martin Fraňo Linus Öhlund Čároví: Hannu Sormunen Nathan Vanoosten |

| 11. května 2019 16:15 | Lotyšsko | 5:2 (1:1, 0:0, 4:1) | Rakousko | Zimní stadion Ondreje Nepely, Bratislava Návštěvnost: 8 917 |  |

| Zpráva | |                             | |                                                                        |
| Kristers Gudļevskis | Kristers Gudļevskis | Brankáři                    | David Kickert | Rozhodčí: Roman Gofman Peter Stano Čároví: Andrew Dalton Roman Kaderli |
| Rudolfs Balcers (Lauris Darzinš, Ralfs Freibergs) (PH1) – 16' Lauris Darzinš (Rudolfs Balcers, Teddy Blueger) (PH1) – 41' Rodrigo Ābols (Rudolfs Balcers) – 45' Meija Gints (Oskars Cibulskis) – 48' Ronalds Kenins (Rudolfs Balcers) – 57' | Rudolfs Balcers (Lauris Darzinš, Ralfs Freibergs) (PH1) – 16' Lauris Darzinš (Rudolfs Balcers, Teddy Blueger) (PH1) – 41' Rodrigo Ābols (Rudolfs Balcers) – 45' Meija Gints (Oskars Cibulskis) – 48' Ronalds Kenins (Rudolfs Balcers) – 57' | 0:1 1:1 2:1 3:1 4:1 4:2 5:2 | 15' – Michael Raffl (Alexander Pallestrang, Raphael Herburger) (VO1) 56' – Raphael Herburger (Fabio Hofer, Dominic Zwerger) (PH1) | Rozhodčí: Roman Gofman Peter Stano Čároví: Andrew Dalton Roman Kaderli |
| 6 min | 6 min | Tresty                      | 35 min | Rozhodčí: Roman Gofman Peter Stano Čároví: Andrew Dalton Roman Kaderli |
| 29 | 29 | Střely                      | 18 | Rozhodčí: Roman Gofman Peter Stano Čároví: Andrew Dalton Roman Kaderli |

| 11. května 2019 20:15 | Norsko | 2:7 (1:3, 0:2, 1:2) | Česko | Zimní stadion Ondreje Nepely, Bratislava Návštěvnost: 9 033 |  |

| Zpráva                                                                                                | |                                     | |                                                                                 |
| 0:00 - 40:00 Henrik Haukeland 40:00 - 60:00 Henrik Holm                                               | 0:00 - 40:00 Henrik Haukeland 40:00 - 60:00 Henrik Holm                                               | Brankáři                            | Šimon Hrubec | Rozhodčí: Mikko Kaukokari Gordon Schukies Čároví: Joep Leermakers Dmitrij Šišlo |
| Tobias Lindstrom (Jonas Holos, Andreas Martinsen) (PH1) – 10:14' Sondre Olden (Mathis Olimb) – 40:52' | Tobias Lindstrom (Jonas Holos, Andreas Martinsen) (PH1) – 10:14' Sondre Olden (Mathis Olimb) – 40:52' | 0:1 0:2 1:2 1:3 1:4 1:5 2:5 2:6 2:7 | 2:33' – Filip Hronek (Jakub Voráček, Michael Frolík) 6:34' – Filip Hronek (Dominik Kubalík, Michal Řepík) 15:32' – Michael Frolík (Filip Hronek) 23:17' – Michael Frolík (Jakub Voráček) (Dominik Simon) 33:36' – Michal Řepík (Dominik Kubalík, Filip Hronek) 41:30' – Filip Chytil (Jan Rutta, Jakub Vrána) 44:52' – Dominik Kubalík (Jan Kovář) | Rozhodčí: Mikko Kaukokari Gordon Schukies Čároví: Joep Leermakers Dmitrij Šišlo |
| 8 min                                                                                                 | 8 min                                                                                                 | Tresty                              | 14 min | Rozhodčí: Mikko Kaukokari Gordon Schukies Čároví: Joep Leermakers Dmitrij Šišlo |
| 24 | 24 | Střely                              | 42 | Rozhodčí: Mikko Kaukokari Gordon Schukies Čároví: Joep Leermakers Dmitrij Šišlo |

| 12. května 2019 12:15 | Rusko | 5:0 (1:0, 2:0, 2:0) | Rakousko | Zimní stadion Ondreje Nepely, Bratislava Návštěvnost: 9 033 |  |

| Zpráva | |                     |                    |                                                                                 |
| Alexandar Georgiev                                                                                          | Alexandar Georgiev                                                                                          | Brankáři            | Bernhard Starkbaum | Rozhodčí: Linus Öhlund Gordon Schukies Čároví: Joep Leermakers Nathan Vanoosten |
| Jevgenij Dadonov (PH1) – 13' Nikita Kučerov – 35' Ivan Tělegin – 35' Jevgenij Dadonov 41' Ilja Kovalčuk 45' | Jevgenij Dadonov (PH1) – 13' Nikita Kučerov – 35' Ivan Tělegin – 35' Jevgenij Dadonov 41' Ilja Kovalčuk 45' | 1:0 2:0 3:0 4:0 5:0 |                    | Rozhodčí: Linus Öhlund Gordon Schukies Čároví: Joep Leermakers Nathan Vanoosten |
| 2 min | 2 min | Tresty              | 8 min              | Rozhodčí: Linus Öhlund Gordon Schukies Čároví: Joep Leermakers Nathan Vanoosten |
| 37 | 37 | Střely              | 15                 | Rozhodčí: Linus Öhlund Gordon Schukies Čároví: Joep Leermakers Nathan Vanoosten |

| 12. května 2019 16:15 | Itálie | 0:8 (0:1, 0:1, 0:6) | Švédsko | Zimní stadion Ondreje Nepely, Bratislava Návštěvnost: 6 984 |  |

| Zpráva           |                  |                                 | |                                                                          |
| Marco De Filippo | Marco De Filippo | Brankáři                        | Henrik Lundqvist | Rozhodčí: Stephen Reneau Peter Stano Čároví: Andrew Dalton Dmitrij Šišlo |
|                  |                  | 0:1 0:2 0:3 0:4 0:5 0:6 0:7 0:8 | 3' – Anton Lander (Jesper Bratt, Loui Eriksson) 26' – Patric Hornqvist (Elias Petterson, Loui Eriksson) (PH1) 42' – Oskar Lindblom (Adrian Kempe, William Nylander) (PH1) 43' – Marcus Kruger (Dennis Rasmussen, Marion Kempe) 49' – Anton Lander (Loui Eriksson) (VO1) 53' – William Nylander 56' – Anton Lander (Elias Lindholm) 59' – Patric Hornqvist (Adrian Kempe) | Rozhodčí: Stephen Reneau Peter Stano Čároví: Andrew Dalton Dmitrij Šišlo |
| 6 min            | 6 min            | Tresty                          | 4 min | Rozhodčí: Stephen Reneau Peter Stano Čároví: Andrew Dalton Dmitrij Šišlo |
| 13               | 13               | Střely                          | 58 | Rozhodčí: Stephen Reneau Peter Stano Čároví: Andrew Dalton Dmitrij Šišlo |

| 12. května 2019 20:15 | Lotyšsko | 1:3 (0:0, 1:1, 0:2) | Švýcarsko | Zimní stadion Ondreje Nepely, Bratislava Návštěvnost: 7 773 |  |

| Zpráva                                      |                                             |                 | |                                                                                  |
| Elvis Merzļikins                            | Elvis Merzļikins                            | Brankáři        | Leonardo Genoni | Rozhodčí: Brett Iverson Mikko Kaukokari Čároví: William Hancock Miroslav Lhotský |
| Miks Indrašis (Rūdolfs Balcers) (PH1) – 35' | Miks Indrašis (Rūdolfs Balcers) (PH1) – 35' | 0:1 1:1 1:2 1:3 | 34' – Grégory Hofmann (Philipp Kurashev, Lino Martschini) 57' – Nico Hischier (Vincent Praplan, Roman Josi) 60' – Simon Moser (PP) | Rozhodčí: Brett Iverson Mikko Kaukokari Čároví: William Hancock Miroslav Lhotský |
| 10 min                                      | 10 min                                      | Tresty          | 12 min | Rozhodčí: Brett Iverson Mikko Kaukokari Čároví: William Hancock Miroslav Lhotský |
| 21                                          | 21                                          | Střely          | 37 | Rozhodčí: Brett Iverson Mikko Kaukokari Čároví: William Hancock Miroslav Lhotský |

| 13. května 2019 16:15 | Rusko | 3:0 (1:0, 1:0, 1:0) | Česko | Zimní stadion Ondreje Nepely, Bratislava Návštěvnost: 9 085 |  |

| Zpráva | |             |                 |                                                                             |
| Andrej Vasilevskij | Andrej Vasilevskij | Brankáři    | Patrik Bartošák | Rozhodčí: Brett Iverson Peter Stano Čároví: Hannu Sormunen Nathan Vanoosten |
| Sergej Andronov (Dinar Chafizullin, Nikita Něstěrov) – 14' Nikita Gusev (Nikita Kučerov) – 33' Nikita Zajcev (PP) – 60' | Sergej Andronov (Dinar Chafizullin, Nikita Něstěrov) – 14' Nikita Gusev (Nikita Kučerov) – 33' Nikita Zajcev (PP) – 60' | 1:0 2:0 3:0 |                 | Rozhodčí: Brett Iverson Peter Stano Čároví: Hannu Sormunen Nathan Vanoosten |
| 10 min | 10 min | Tresty      | 16 min          | Rozhodčí: Brett Iverson Peter Stano Čároví: Hannu Sormunen Nathan Vanoosten |
| 28 | 28 | Střely      | 23              | Rozhodčí: Brett Iverson Peter Stano Čároví: Hannu Sormunen Nathan Vanoosten |

| 13. května 2019 20:15 | Norsko | 1:9 (0:3, 0:5, 1:1) | Švédsko | Zimní stadion Ondreje Nepely, Bratislava Návštěvnost: 8 850 |  |

| Zpráva                                         |                                                |                                         | |                                                                                |
| Henrik Haukenland Henrik Holm                  | Henrik Haukenland Henrik Holm                  | Brankáři                                | Jacob Markström | Rozhodčí: Roman Gofman Gordon Schukies Čároví: William Hancock Joep Leermakers |
| Mathias Trettenes (Thomas Olsen Valkvae) – 52' | Mathias Trettenes (Thomas Olsen Valkvae) – 52' | 0:1 0:2 0:3 0:4 0:5 0:6 0:7 0:8 1:8 1:9 | 1' – Alexander Wennberg (William Nylander) 7' – Patric Hornqvist (Oliver Ekman-Larsson, William Nylander) 19' – William Nylander (Alexander Wennberg) 23' – Adrian Kempe (Anton Lander) 26' – Patric Hornqvist (Oliver Ekman-Larsson, Adam Larsson) 27' – Mario Kempe (Anton Lander, Erik Gustafsson) 30' – Alexander Wennberg (William Nylander) 39' – Loui Eriksson (Elias Lindholm, Elias Pettersson) 58' – Oskar Lindblom (William Nylander, Anton Lander) | Rozhodčí: Roman Gofman Gordon Schukies Čároví: William Hancock Joep Leermakers |
| 8 min                                          | 8 min                                          | Tresty                                  | 16 min | Rozhodčí: Roman Gofman Gordon Schukies Čároví: William Hancock Joep Leermakers |
| 17                                             | 17                                             | Střely                                  | 44 | Rozhodčí: Roman Gofman Gordon Schukies Čároví: William Hancock Joep Leermakers |

| 14. května 2019 16:15 | Itálie | 0:3 (0:0, 0:2, 0:1) | Lotyšsko | Zimní stadion Ondreje Nepely, Bratislava Návštěvnost: 5 532 |  |

| Zpráva          |                 |             | |                                                                               |
| Andreas Bernard | Andreas Bernard | Brankáři    | Kristers Gudļevskis | Rozhodčí: Stephen Reneau Gordon Schukies Čároví: Andrew Dalton Hannu Sormunen |
|                 |                 | 0:1 0:2 0:3 | 29' – Roberts Bukarts (Rihards Bukarts, Gints Meija) 39' – Rihards Marenis (Emīls Ģēģeris, Ralfs Freibergs) 60' – Teodors Blugers (Rūdolfs Balcers, Ronalds Ķēniņš) (PP) | Rozhodčí: Stephen Reneau Gordon Schukies Čároví: Andrew Dalton Hannu Sormunen |
| 6 min           | 6 min           | Tresty      | 2 min | Rozhodčí: Stephen Reneau Gordon Schukies Čároví: Andrew Dalton Hannu Sormunen |
| 15              | 15              | Střely      | 65 | Rozhodčí: Stephen Reneau Gordon Schukies Čároví: Andrew Dalton Hannu Sormunen |

| 14. května 2019 20:15 | Švýcarsko | 4:0 (1:0, 0:0, 3:0) | Rakousko | Zimní stadion Ondreje Nepely, Bratislava Návštěvnost: 4 488 |  |

| Zpráva | |                 |               |                                                                               |
| Reto Berra | Reto Berra | Brankáři        | David Kickert | Rozhodčí: Mikko Kaukokari Aleksi Rantala Čároví: Rene Jensen Lauri Nikulainen |
| Kevin Fiala (Nico Hischier, Vincent Praplan) – 20' Roman Josi (Romain Loeffel, Simon Moser) – 54' Phillip Kurashev (Nico Hischier (PH2) – 59' Sven Andrighetto (Raphael Diaz, Vincent Praplan (PH1) – 60' | Kevin Fiala (Nico Hischier, Vincent Praplan) – 20' Roman Josi (Romain Loeffel, Simon Moser) – 54' Phillip Kurashev (Nico Hischier (PH2) – 59' Sven Andrighetto (Raphael Diaz, Vincent Praplan (PH1) – 60' | 1:0 2:0 3:0 4:0 |               | Rozhodčí: Mikko Kaukokari Aleksi Rantala Čároví: Rene Jensen Lauri Nikulainen |
| 18 min | 18 min | Tresty          | 28 min        | Rozhodčí: Mikko Kaukokari Aleksi Rantala Čároví: Rene Jensen Lauri Nikulainen |
| 45 | 45 | Střely          | 18            | Rozhodčí: Mikko Kaukokari Aleksi Rantala Čároví: Rene Jensen Lauri Nikulainen |

| 15. května 2019 16:15 | Švýcarsko | 4:1 (1:0, 1:0, 2:1) | Norsko | Zimní stadion Ondreje Nepely, Bratislava Návštěvnost: 4 673 |  |

| Zpráva | |                     |                                      |                                                                             |
| Leonardo Genoni | Leonardo Genoni | Brankáři            | Henrik Holm                          | Rozhodčí: Brett Iverson Jeremy Tufts Čároví: Andrew Dalton Lauri Nikulainen |
| Andres Ambühl (Bertschy, Loeffel) – 6' Nico Hischier (Fiala) – 21' Grégory Hofmann (Martschini) – 50' Andres Ambühl (Genazzi, S. Moser) – 57' | Andres Ambühl (Bertschy, Loeffel) – 6' Nico Hischier (Fiala) – 21' Grégory Hofmann (Martschini) – 50' Andres Ambühl (Genazzi, S. Moser) – 57' | 1:0 2:0 3:0 4:0 4:1 | 59' – Tobias Lindström (Reichenberg) | Rozhodčí: Brett Iverson Jeremy Tufts Čároví: Andrew Dalton Lauri Nikulainen |
| 10 min | 10 min | Tresty              | 28 min                               | Rozhodčí: Brett Iverson Jeremy Tufts Čároví: Andrew Dalton Lauri Nikulainen |
| 42 | 42 | Střely              | 32                                   | Rozhodčí: Brett Iverson Jeremy Tufts Čároví: Andrew Dalton Lauri Nikulainen |

| 15. května 2019 20:15 | Rusko | 10:0 (4:0, 4:0, 2:0) | Itálie | Zimní stadion Ondreje Nepely, Bratislava Návštěvnost: 7 535 |  |

| Zpráva | |                                          |                                       |                                                                             |
| Andrej Vasilevskij | Andrej Vasilevskij | Brankáři                                 | Andreas Bernard Marco De Filippo Roia | Rozhodčí: Mikko Kaukokari Aleksi Rantala Čároví: Rene Jensen Dustin McCrank |
| Nikita Zajcev (Gusev, Kučerov) – 1' Dinar Chafizullin (Gusev, Kučerov) – 9' Jevgenij Kuzněcov (Barabanov) – 14' Alexandr Ovečkin (Kuzněcov) – 17' Jevgenij Kuzněcov (Ovečkin, Orlov) – 21' Ilja Kovalčuk (Kuzněcov) – 27' Jevgenij Dadonov (Kučerov, Gusev) (PH1) – 34' Michail Grigorenko (Barabanov) – 37' Nikita Kučerov (Chafizullin, Zajcev) – 45' Jevgenij Dadonov (Kovalchuk) – 46' | Nikita Zajcev (Gusev, Kučerov) – 1' Dinar Chafizullin (Gusev, Kučerov) – 9' Jevgenij Kuzněcov (Barabanov) – 14' Alexandr Ovečkin (Kuzněcov) – 17' Jevgenij Kuzněcov (Ovečkin, Orlov) – 21' Ilja Kovalčuk (Kuzněcov) – 27' Jevgenij Dadonov (Kučerov, Gusev) (PH1) – 34' Michail Grigorenko (Barabanov) – 37' Nikita Kučerov (Chafizullin, Zajcev) – 45' Jevgenij Dadonov (Kovalchuk) – 46' | 1:0 2:0 3:0 4:0 5:0 6:0 7:0 8:0 9:0 10:0 |                                       | Rozhodčí: Mikko Kaukokari Aleksi Rantala Čároví: Rene Jensen Dustin McCrank |
| 4 min | 4 min | Tresty                                   | 8 min                                 | Rozhodčí: Mikko Kaukokari Aleksi Rantala Čároví: Rene Jensen Dustin McCrank |
| 40 | 40 | Střely                                   | 15                                    | Rozhodčí: Mikko Kaukokari Aleksi Rantala Čároví: Rene Jensen Dustin McCrank |

| 16. května 2019 16:15 | Švédsko | 9:1 (5:0, 2:0, 2:1) | Rakousko | Zimní stadion Ondreje Nepely, Bratislava Návštěvnost: 8 386 |  |

| Zpráva | |                                         |                                        |                                                                          |
| Henrik Lundqvist | Henrik Lundqvist | Brankáři                                | Bernhard Starkbaum                     | Rozhodčí: Brett Iverson Peter Stano Čároví: Andrew Dalton Hannu Sormunen |
| Gabriel Landeskog (Pettersson, Lindholm) – 2' Marcus Krüger (Lindblom) – 3' William Nylander (Wennberg, Hörnqvist) – 6' Adam Larsson (Nylander) – 8' Adrian Kempe (Lander, Ekholm) – 15' Dennis Rasmussen (Krüger) (VO1) – 30' Oskar Lindblom (Landeskog, Pettersson) – 34' Oliver Ekman-Larsson (Wennberg, Hörnqvist) (PH1) – 43' Elias Pettersson (Lindholm, Landeskog) – 46' | Gabriel Landeskog (Pettersson, Lindholm) – 2' Marcus Krüger (Lindblom) – 3' William Nylander (Wennberg, Hörnqvist) – 6' Adam Larsson (Nylander) – 8' Adrian Kempe (Lander, Ekholm) – 15' Dennis Rasmussen (Krüger) (VO1) – 30' Oskar Lindblom (Landeskog, Pettersson) – 34' Oliver Ekman-Larsson (Wennberg, Hörnqvist) (PH1) – 43' Elias Pettersson (Lindholm, Landeskog) – 46' | 1:0 2:0 3:0 4:0 5:0 6:0 7:0 8:0 9:0 9:1 | 48' – Michael Raffl (Hofer, Schlacher) | Rozhodčí: Brett Iverson Peter Stano Čároví: Andrew Dalton Hannu Sormunen |
| 8 min | 8 min | Tresty                                  | 10 min                                 | Rozhodčí: Brett Iverson Peter Stano Čároví: Andrew Dalton Hannu Sormunen |
| 36 | 36 | Střely                                  | 22                                     | Rozhodčí: Brett Iverson Peter Stano Čároví: Andrew Dalton Hannu Sormunen |

| 16. května 2019 20:15 | Česko | 6:3 (0:2, 4:0, 2:1) | Lotyšsko | Zimní stadion Ondreje Nepely, Bratislava Návštěvnost: 9 084 |  |

| Zpráva | |                                     | |                                                                         |
| Patrik Bartošák | Patrik Bartošák | Brankáři                            | Elvis Merzļikins | Rozhodčí: Oliver Gouin Jeremy Tufts Čároví: Dmitrij Goljak Brian Oliver |
| Filip Hronek (Voráček) (PH1) – 26' Jan Kovář (Palát, Zámorský) – 32' Jakub Voráček (Simon, Hronek) – 38' Jakub Vrána (Faksa, Gudas) – 39' Dominik Simon (Voráček, Frolík) – 46' Jakub Voráček (Frolík, Simon) (PP) – 59' | Filip Hronek (Voráček) (PH1) – 26' Jan Kovář (Palát, Zámorský) – 32' Jakub Voráček (Simon, Hronek) – 38' Jakub Vrána (Faksa, Gudas) – 39' Dominik Simon (Voráček, Frolík) – 46' Jakub Voráček (Frolík, Simon) (PP) – 59' | 0:1 0:2 1:2 2:2 3:2 4:2 5:2 5:3 6:3 | 7' – Miks Indrašis (Dārziņš, Cibuļskis) (PH2) 14' – Lauris Dārziņš (Balcers, Cibuļskis) (PH1) 56' – Lauris Dārziņš (Cibuļskis) (PH1, BB) | Rozhodčí: Oliver Gouin Jeremy Tufts Čároví: Dmitrij Goljak Brian Oliver |
| 14 min | 14 min | Tresty                              | 54 min | Rozhodčí: Oliver Gouin Jeremy Tufts Čároví: Dmitrij Goljak Brian Oliver |
| 39 | 39 | Střely                              | 24 | Rozhodčí: Oliver Gouin Jeremy Tufts Čároví: Dmitrij Goljak Brian Oliver |

| 17. května 2019 16:15 | Rakousko | 3:5 (0:1, 1:1, 2:3) | Norsko | Zimní stadion Ondreje Nepely, Bratislava Návštěvnost: 8 196 |  |

| Zpráva | |                                 | |                                                                           |
| Bernhard Starkbaum | Bernhard Starkbaum | Brankáři                        | Henrik Holm | Rozhodčí: Jan Hribik Aleksi Rantala Čároví: Dmitrij Goljak Dustin McCrank |
| Peter Schneider (Heinrich, Komarek) (PH2) – 23' Konstantin Komarek (Pallestrang, Schneider) – 50' Dominique Heinrich (Schneider, Zwerger) (PP) – 60' | Peter Schneider (Heinrich, Komarek) (PH2) – 23' Konstantin Komarek (Pallestrang, Schneider) – 50' Dominique Heinrich (Schneider, Zwerger) (PP) – 60' | 0:1 1:1 1:2 2:2 2:3 2:4 3:4 3:5 | 3' – Christian Bull (Lindström) 37' – Johannes Johannesen (Valkvæ Olsen, Martinsen) 51' – Alexander Reichenberg (Haga, Holøs) 54' – Christian Bull (Olimb, Reichenberg) 60' – Christian Bull (Lindström) (EN) | Rozhodčí: Jan Hribik Aleksi Rantala Čároví: Dmitrij Goljak Dustin McCrank |
| 4 min | 4 min | Tresty                          | 8 min | Rozhodčí: Jan Hribik Aleksi Rantala Čároví: Dmitrij Goljak Dustin McCrank |
| 33 | 33 | Střely                          | 30 | Rozhodčí: Jan Hribik Aleksi Rantala Čároví: Dmitrij Goljak Dustin McCrank |

| 17. května 2019 20:15 | Česko | 8:0 (1:0, 4:0, 3:0) | Itálie | Zimní stadion Ondreje Nepely, Bratislava Návštěvnost: 9 082 |  |

| Zpráva | |                                 |                  |                                                                              |
| Pavel Francouz | Pavel Francouz | Brankáři                        | Marco De Filippo | Rozhodčí: Oliver Gouin Yevgeni Romasko Čároví: Gleb Lazarev Lauri Nikulainen |
| Milan Gulaš (Kubalík) – 8' Radko Gudas (Jaškin) – 28' Michael Frolík (Moravčík, Simon) – 33' Jan Kovář (Voráček, Frolík) (PH1) – 34' Dmitrij Jaškin (Chytil, Řepík) – 35' Dominik Simon (Voráček, Frolík) – 57' Dmitrij Jaškin (Musil, Řepík) – 58' Michael Frolík (Kolář) – 58' | Milan Gulaš (Kubalík) – 8' Radko Gudas (Jaškin) – 28' Michael Frolík (Moravčík, Simon) – 33' Jan Kovář (Voráček, Frolík) (PH1) – 34' Dmitrij Jaškin (Chytil, Řepík) – 35' Dominik Simon (Voráček, Frolík) – 57' Dmitrij Jaškin (Musil, Řepík) – 58' Michael Frolík (Kolář) – 58' | 1:0 2:0 3:0 4:0 5:0 6:0 7:0 8:0 |                  | Rozhodčí: Oliver Gouin Yevgeni Romasko Čároví: Gleb Lazarev Lauri Nikulainen |
| 2 min | 2 min | Tresty                          | 6 min            | Rozhodčí: Oliver Gouin Yevgeni Romasko Čároví: Gleb Lazarev Lauri Nikulainen |
| 48 | 48 | Střely                          | 15               | Rozhodčí: Oliver Gouin Yevgeni Romasko Čároví: Gleb Lazarev Lauri Nikulainen |

| 18. května 2019 12:15 | Lotyšsko | 1:3 (1:0, 0:3, 0:0) | Rusko | Zimní stadion Ondreje Nepely, Bratislava Návštěvnost: 9 084 |  |

| Zpráva                                  |                                         |                 | |                                                                          |
| Elvis Merzļikins                        | Elvis Merzļikins                        | Brankáři        | Andrej Vasilevskij                                                                                             | Rozhodčí: Jan Hribik Maxim Sidorenko Čároví: Dmitrij Goljak Brian Oliver |
| Oskars Cibuļskis (Indrašis) (PH1) – 11' | Oskars Cibuļskis (Indrašis) (PH1) – 11' | 1:0 1:1 1:2 1:3 | 21' – Dmitrij Orlov (Kovalčuk, Plotnikov) 24' – Gusev (Dadonov, Kučerov) (PH1) 33' – Nikita Kučerov (Anisimov) | Rozhodčí: Jan Hribik Maxim Sidorenko Čároví: Dmitrij Goljak Brian Oliver |
| 12 min                                  | 12 min                                  | Tresty          | 18 min | Rozhodčí: Jan Hribik Maxim Sidorenko Čároví: Dmitrij Goljak Brian Oliver |
| 27                                      | 27                                      | Střely          | 33 | Rozhodčí: Jan Hribik Maxim Sidorenko Čároví: Dmitrij Goljak Brian Oliver |

| 18. května 2019 16:15 | Itálie | 1:7 (0:1, 0:0, 1:6) | Norsko | Zimní stadion Ondreje Nepely, Bratislava Návštěvnost: 8 872 |  |

| Zpráva                                   |                                          |                                 | |                                                                                |
| Andreas Bernard                          | Andreas Bernard                          | Brankáři                        | Henrik Holm | Rozhodčí: Yevgeni Romasko Jeremy Tufts Čároví: Dustin McCrank Lauri Nikulainen |
| Angelo Miceli (Helfer, S. Kostner) – 43' | Angelo Miceli (Helfer, S. Kostner) – 43' | 0:1 0:2 1:2 1:3 1:4 1:5 1:6 1:7 | 16' – Alexander Reichenberg (Lesund, Martinsen) 42' – Mathias Trettenes (Olimb, Valkvæ Olsen) 44' – Michael Haga (Valkvæ Olsen, Bonsaksen) 48' – Tobias Lindström (Martinsen) 50' – Sondre Olden (Holøs, Olimb) 52' – Martin Røymark 60' – Stefan Espeland (Bull, Haga) (PH1) | Rozhodčí: Yevgeni Romasko Jeremy Tufts Čároví: Dustin McCrank Lauri Nikulainen |
| 4 min                                    | 4 min                                    | Tresty                          | 8 min | Rozhodčí: Yevgeni Romasko Jeremy Tufts Čároví: Dustin McCrank Lauri Nikulainen |
| 20                                       | 20                                       | Střely                          | 35 | Rozhodčí: Yevgeni Romasko Jeremy Tufts Čároví: Dustin McCrank Lauri Nikulainen |

| 18. května 2019 20:15 | Švédsko | 4:3 (1:1, 2:1, 1:1) | Švýcarsko | Zimní stadion Ondreje Nepely, Bratislava Návštěvnost: 9 085 |  |

| Zpráva | |                             |                                                                                               |                                                                         |
| Henrik Lundqvist | Henrik Lundqvist | Brankáři                    | Reto Berra                                                                                    | Rozhodčí: Oliver Gouin Manuel Nikolic Čároví: Rene Jensen Jiří Ondráček |
| Alexander Wennberg (Klingberg) (PH1) – 19' William Nylander (Hörnqvist, Larsson) – 26' Erik Gustafsson (Nylander) – 29' Ekman-Larsson (Nylander, Wennberg) – 52' | Alexander Wennberg (Klingberg) (PH1) – 19' William Nylander (Hörnqvist, Larsson) – 26' Erik Gustafsson (Nylander) – 29' Ekman-Larsson (Nylander, Wennberg) – 52' | 0:1 1:1 2:1 2:2 3:2 3:3 4:3 | 5' – Sven Andrighetto (Haas) 29' – Joël Genazzi (Josi) 51' – Gaëtan Haas (Scherwey, Bertschy) | Rozhodčí: Oliver Gouin Manuel Nikolic Čároví: Rene Jensen Jiří Ondráček |
| 12 min | 12 min | Tresty                      | 6 min                                                                                         | Rozhodčí: Oliver Gouin Manuel Nikolic Čároví: Rene Jensen Jiří Ondráček |
| 29 | 29 | Střely                      | 24                                                                                            | Rozhodčí: Oliver Gouin Manuel Nikolic Čároví: Rene Jensen Jiří Ondráček |

| 19. května 2019 16:15 | Rakousko | 0:8 (0:2, 0:3, 0:3) | Česko | Zimní stadion Ondreje Nepely, Bratislava Návštěvnost: 9 072 |  |

| Zpráva       |              |                                 | |                                                                             |
| Lukas Herzog | Lukas Herzog | Brankáři                        | Pavel Francouz | Rozhodčí: Aleksi Rantala Maxim Sidorenko Čároví: Rene Jensen Dustin McCrank |
|              |              | 0:1 0:2 0:3 0:4 0:5 0:6 0:7 0:8 | 7' – Radek Faksa (Kolář, Gudas) 15' – Dominik Kubalík (Gudas) 21' – Dominik Simon (Voráček, Hronek) 31' – Michal Řepík (Faksa, Kubalík) (PH2) 31' – Michael Frolík (Gulaš, Hronek) (PH2) 43' – Michal Řepík (Kubalík, Kolář) 45' – Jan Kolář (Voráček, Frolík) 46' – Jakub Vrána (Jaškin, Faksa) | Rozhodčí: Aleksi Rantala Maxim Sidorenko Čároví: Rene Jensen Dustin McCrank |
| 10 min       | 10 min       | Tresty                          | 16 min | Rozhodčí: Aleksi Rantala Maxim Sidorenko Čároví: Rene Jensen Dustin McCrank |
| 16           | 16           | Střely                          | 39 | Rozhodčí: Aleksi Rantala Maxim Sidorenko Čároví: Rene Jensen Dustin McCrank |

| 19. května 2019 20:15 | Švýcarsko | 0:3 (0:1, 0:1, 0:1) | Rusko | Zimní stadion Ondreje Nepely, Bratislava Návštěvnost: 9 056 |  |

| Zpráva          |                 |             | |                                                                            |
| Leonardo Genoni | Leonardo Genoni | Brankáři    | Alexandar Georgiev                                                                                            | Rozhodčí: Tobias Bjork Jeremy Tufts Čároví: Andreas Malmqvist Brian Oliver |
|                 |                 | 0:1 0:2 0:3 | 4' – Arťom Anisimov (Orlov, Gusev) 27' – Nikita Kučerov (Gusev) (PH1) 56' – Nikita Kučerov (Anisimov, Zajcev) | Rozhodčí: Tobias Bjork Jeremy Tufts Čároví: Andreas Malmqvist Brian Oliver |
| 8 min           | 8 min           | Tresty      | 14 min | Rozhodčí: Tobias Bjork Jeremy Tufts Čároví: Andreas Malmqvist Brian Oliver |
| 31              | 31              | Střely      | 34 | Rozhodčí: Tobias Bjork Jeremy Tufts Čároví: Andreas Malmqvist Brian Oliver |

| 20. května 2019 16:15 | Švédsko | 5:4 (1:0, 1:1, 3:3) | Lotyšsko | Zimní stadion Ondreje Nepely, Bratislava Návštěvnost: 9 085 |  |

| Zpráva | |                                     | |                                                                               |
| Henrik Lundqvist | Henrik Lundqvist | Brankáři                            | Kristers Gudļevskis Elvis Merzļikins | Rozhodčí: Aleksi Rantala Yevgeni Romasko Čároví: Rene Jensen Lauri Nikulainen |
| Elias Pettersson (Landeskog, Lindholm) (PH1) – 11' Adrian Kempe (Nylander, Klingberg) – 34' Anton Lander (A. Kempe) – 50' Patric Hörnqvist (Ekholm, Nylander) – 51' Dennis Rasmussen (PP) – 60' | Elias Pettersson (Landeskog, Lindholm) (PH1) – 11' Adrian Kempe (Nylander, Klingberg) – 34' Anton Lander (A. Kempe) – 50' Patric Hörnqvist (Ekholm, Nylander) – 51' Dennis Rasmussen (PP) – 60' | 1:0 1:1 2:1 2:2 2:3 3:3 4:3 4:4 5:4 | 30' – Roberts Bukarts (Ri. Bukarts, Freibergs) (PH1) 42' – Roberts Bukarts (PH1) 44' – Jānis Jaks (Ri. Bukarts, Dārziņš) 57' – Roberts Bukarts (Indrašis, Sotnieks) | Rozhodčí: Aleksi Rantala Yevgeni Romasko Čároví: Rene Jensen Lauri Nikulainen |
| 6 min | 6 min | Tresty                              | 6 min | Rozhodčí: Aleksi Rantala Yevgeni Romasko Čároví: Rene Jensen Lauri Nikulainen |
| 35 | 35 | Střely                              | 29 | Rozhodčí: Aleksi Rantala Yevgeni Romasko Čároví: Rene Jensen Lauri Nikulainen |

| 20. května 2019 20:15 | Rakousko | 3:4 SN (2:1, 0:2, 1:0 - 0:0 - 0:1) | Itálie | Zimní stadion Ondreje Nepely, Bratislava Návštěvnost: 9 085 |  |

| Zpráva | |                                            | |                                                                      |
| David Kickert | David Kickert | Brankáři                                   | Andreas Bernard | Rozhodčí: Jan Hribik Jeremy Tufts Čároví: Gleb Lazarev Jiří Ondráček |
| Manuel Ganahl (Unterweger) – 12' M. Raffl (Hofer, Unterweger) – 17' M. Raffl (Hofer) – 42' Manuel Ganahl Konstantin Komarek Michael Raffl Dominique Heinrich Alexander Rauchenwald Konstantin Komarek Peter Schneider | Manuel Ganahl (Unterweger) – 12' M. Raffl (Hofer, Unterweger) – 17' M. Raffl (Hofer) – 42' Manuel Ganahl Konstantin Komarek Michael Raffl Dominique Heinrich Alexander Rauchenwald Konstantin Komarek Peter Schneider | 0:1 1:1 2:1 2:2 2:3 3:3 Samostatné nájezdy | 10' – Anthony Bardaro (Trivellato) 35' – S. Kostner (Miceli) 39' – Marco Rosa (Ramoser) Sean McMonagle Anthony Bardaro Angelo Miceli Armin Hofer Marco Rosa Angelo Miceli Sean McMonagle | Rozhodčí: Jan Hribik Jeremy Tufts Čároví: Gleb Lazarev Jiří Ondráček |
| 4 min | 4 min | Tresty                                     | 6 min | Rozhodčí: Jan Hribik Jeremy Tufts Čároví: Gleb Lazarev Jiří Ondráček |
| 41 | 41 | Střely                                     | 23 | Rozhodčí: Jan Hribik Jeremy Tufts Čároví: Gleb Lazarev Jiří Ondráček |

| 21. května 2019 12:15 | Česko | 5:4 (1:1, 3:1, 1:2) | Švýcarsko | Zimní stadion Ondreje Nepely, Bratislava Návštěvnost: 9 085 |  |

| Zpráva | |                                     | |                                                                            |
| Patrik Bartošák | Patrik Bartošák | Brankáři                            | Reto Berra Robert Mayer | Rozhodčí: Tobias Bjork Yevgeni Romasko Čároví: Dmitrij Goljak Brian Oliver |
| Jakub Voráček (Kovář, Frolík) (PH1) – 13' Dominik Simon (Voráček, Hronek) – 21' Michael Frolík (Voráček, Simon) – 27' Dominik Kubalík (Simon) – 29' Jan Rutta (PP) – 59' | Jakub Voráček (Kovář, Frolík) (PH1) – 13' Dominik Simon (Voráček, Hronek) – 21' Michael Frolík (Voráček, Simon) – 27' Dominik Kubalík (Simon) – 29' Jan Rutta (PP) – 59' | 0:1 1:1 2:1 3:1 3:2 4:2 4:3 4:4 5:4 | 3' – Lukas Frick (Martschini, Scherwey) 27' – Tristan Scherwey (Martschini, Kurashev) 42' – Tristan Scherwey (Yannick Weber, Martschini) 57' – Nino Niederreiter (Josi, Hischier) | Rozhodčí: Tobias Bjork Yevgeni Romasko Čároví: Dmitrij Goljak Brian Oliver |
| 14 min | 14 min | Tresty                              | 14 min | Rozhodčí: Tobias Bjork Yevgeni Romasko Čároví: Dmitrij Goljak Brian Oliver |
| 26 | 26 | Střely                              | 40 | Rozhodčí: Tobias Bjork Yevgeni Romasko Čároví: Dmitrij Goljak Brian Oliver |

| 21. května 2019 16:15 | Norsko | 1:4 (1:0, 0:1, 0:3) | Lotyšsko | Zimní stadion Ondreje Nepely, Bratislava Návštěvnost: 8 965 |  |

| Zpráva                                          |                                                 |                     | |                                                                                |
| Henrik Haukeland                                | Henrik Haukeland                                | Brankáři            | Elvis Merzļikins | Rozhodčí: Manuel Nikolic Aleksi Rantala Čároví: Gleb Lazarev Andreas Malmqvist |
| Tobias Lindström (Holøs, Martinsen) (PH1) – 16' | Tobias Lindström (Holøs, Martinsen) (PH1) – 16' | 1:0 1:1 1:2 1:3 1:4 | 23' – Miks Indrašis (Balcers, Bļugers) (PH1) 47' – Jānis Jaks (Balinskis, Indrašis) 48' – Rihards Marenis (Kulda, Balcers) 55' – Ronalds Ķēniņš (Indrašis) | Rozhodčí: Manuel Nikolic Aleksi Rantala Čároví: Gleb Lazarev Andreas Malmqvist |
| 4 min                                           | 4 min                                           | Tresty              | 6 min | Rozhodčí: Manuel Nikolic Aleksi Rantala Čároví: Gleb Lazarev Andreas Malmqvist |
| 20                                              | 20                                              | Střely              | 38 | Rozhodčí: Manuel Nikolic Aleksi Rantala Čároví: Gleb Lazarev Andreas Malmqvist |

| 21. května 2019 20:15 | Švédsko | 4:7 (1:0, 0:6, 3:1) | Rusko | Zimní stadion Ondreje Nepely, Bratislava Návštěvnost: 9 085 |  |

| Zpráva | |                                             | |                                                                        |
| Jacob Markström | Jacob Markström | Brankáři                                    | Andrej Vasilevskij | Rozhodčí: Oliver Gouin Jan Hribik Čároví: Dustin McCrank Jiří Ondráček |
| Gabriel Landeskog (M. Pettersson, E. Pettersson) – 8' William Nylander (Wennberg) – 53' Oliver Ekman-Larsson (E. Pettersson) – 57' John Klingberg (Ekman-Larsson, Nylander) (PH1) – 59' | Gabriel Landeskog (M. Pettersson, E. Pettersson) – 8' William Nylander (Wennberg) – 53' Oliver Ekman-Larsson (E. Pettersson) – 57' John Klingberg (Ekman-Larsson, Nylander) (PH1) – 59' | 1:0 1:1 1:2 1:3 1:4 1:5 1:6 2:6 2:7 3:7 4:7 | 21' – Arťom Anisimov (Gusev, Kučerov) 25' – Jevgenij Dadonov (Sergačjov, Kuzněcov) 29' – Alexandr Ovečkin (Malkin, Chafizullin) 35' – Kirill Kaprizov (Kuzněcov) 38' – Michail Grigorenko 38' – Jevgenij Malkin (Zadorov, Dadonov) 53' – Dmitrij Orlov (Barabanov, Tělegin) | Rozhodčí: Oliver Gouin Jan Hribik Čároví: Dustin McCrank Jiří Ondráček |
| 12 min | 12 min | Tresty                                      | 6 min | Rozhodčí: Oliver Gouin Jan Hribik Čároví: Dustin McCrank Jiří Ondráček |
| 37 | 37 | Střely                                      | 34 | Rozhodčí: Oliver Gouin Jan Hribik Čároví: Dustin McCrank Jiří Ondráček |

## Play off

### Pavouk
Soupeři pro semifinále byli určeni z vítězů čtvrtfinále podle celkového pořadí po základních skupinách (dle umístění ve skupině, počtu dosažených bodů, rozdílu ve skóre, vyššího počtu vstřelených gólů, pořadí v žebříčku IIHF), kdy nejvýše umístěné mužstvo narazí na nejníže umístěné mužstvo a druhé mužstvo narazí na třetí mužstvo.
|  | Čtvrtfinále 1 |               |               |  |      |              |              |              |  |               |               |               |   |
|  | B1            | Rusko         | 4             |  |      |              |              |              |  |               |               |               |   |
|  | A4            | USA           | 3             |  |      | Semifinále 1 | Semifinále 1 | Semifinále 1 |  |               |               |               |   |
|  |               |               |               |  |      | ČTF1         | Rusko        | 0            |  |               |               |               |   |
|  | Čtvrtfinále 2 | Čtvrtfinále 2 | Čtvrtfinále 2 |  | ČTF2 | Finsko       | 1            |              |  |               |               |               |   |
|  | A2            | Finsko        | 5             |  |      |              |              |              |  |               |               |               |   |
|  | B3            | Švédsko       | 4             |  |      |              |              |              |  | Finále        | Finále        | Finále        |   |
|  |               |               |               |  |      |              |              |              |  |               | VSF2          | Kanada        | 1 |
|  | Čtvrtfinále 3 | Čtvrtfinále 3 | Čtvrtfinále 3 |  |      |              |              |              |  |               | VSF1          | Finsko        | 3 |
|  | A1            | Kanada        | 3             |  |      |              |              |              |  |               |               |               |   |
|  | B4            | Švýcarsko     | 2             |  |      | Semifinále 2 | Semifinále 2 | Semifinále 2 |  | Zápas o bronz | Zápas o bronz | Zápas o bronz |   |
|  |               |               |               |  |      | ČTF3         | Kanada       | 5            |  | PSF2          | Rusko         | 3             |   |
|  | Čtvrtfinále 4 | Čtvrtfinále 4 | Čtvrtfinále 4 |  | ČTF4 | Česko        | 1            |              |  | PSF1          | Česko         | 2             |   |
|  | B2            | Česko         | 5             |  |      |              |              |              |  |               |               |               |   |
|  | A3            | Německo       | 1             |  |      |              |              |              |  |               |               |               |   |

### Čtvrtfinále
| 23. května 2019 16:15 | Kanada | 3:2 PP (0:1, 1:1, 1:0 - 1:0) | Švýcarsko | Steel Aréna, Košice Návštěvnost: 6 157 |  |

| Zpráva | |                     |                                                                                                 |                                                                               |
| Matt Murray                                                                                                | Matt Murray                                                                                                | Brankáři            | Leonardo Genoni                                                                                 | Rozhodčí: Martin Fraňo Aleksi Rantala Čároví: Miroslav Lhotský Hannu Sormunen |
| Mark Stone (Fabbro, Dubois) – 26' Damon Severson (Stone) (PP) – 59:59' Mark Stone (Dubois, Theodore) – 66' | Mark Stone (Fabbro, Dubois) – 26' Damon Severson (Stone) (PP) – 59:59' Mark Stone (Dubois, Theodore) – 66' | 0:1 1:1 1:2 2:2 3:2 | 19' – Sven Andrighetto (Diaz, Fiala) (PH1) 40' – Nico Hischier (Martschini, Niederreiter) (PH1) | Rozhodčí: Martin Fraňo Aleksi Rantala Čároví: Miroslav Lhotský Hannu Sormunen |
| 6 min | 6 min | Tresty              | 2 min                                                                                           | Rozhodčí: Martin Fraňo Aleksi Rantala Čároví: Miroslav Lhotský Hannu Sormunen |
| 42 | 42 | Střely              | 24                                                                                              | Rozhodčí: Martin Fraňo Aleksi Rantala Čároví: Miroslav Lhotský Hannu Sormunen |

| 23. května 2019 16:15 | Rusko | 4:3 (2:0, 0:1, 2:2) | USA | Zimní stadion Ondreje Nepely, Bratislava Návštěvnost: 9 085 |  |

| Zpráva | |                             | |                                                                             |
| Andrej Vasilevskij | Andrej Vasilevskij | Brankáři                    | Cory Schneider                                                                                                | Rozhodčí: Tobias Bjork Oliver Gouin Čároví: Andreas Malmqvist Jiří Ondráček |
| Nikita Gusev (Sergačjov, Kučerov) – 2' Michail Sergačjov (Gusev) (PH1) – 16' Kirill Kaprizov (Gusev, Sergačjov) – 42' Michail Grigorenko (Malkin, Dadonov) – 48' | Nikita Gusev (Sergačjov, Kučerov) – 2' Michail Sergačjov (Gusev) (PH1) – 16' Kirill Kaprizov (Gusev, Sergačjov) – 42' Michail Grigorenko (Malkin, Dadonov) – 48' | 1:0 2:0 2:1 3:1 3:2 4:2 4:3 | 23' – Brady Skjei (Kane, Gaudreau) 46' – Noah Hanifin (J. Hughes) 58' – Alex DeBrincat (Kane, J. Hughes) (PP) | Rozhodčí: Tobias Bjork Oliver Gouin Čároví: Andreas Malmqvist Jiří Ondráček |
| 2 min | 2 min | Tresty                      | 2 min | Rozhodčí: Tobias Bjork Oliver Gouin Čároví: Andreas Malmqvist Jiří Ondráček |
| 43 | 43 | Střely                      | 32 | Rozhodčí: Tobias Bjork Oliver Gouin Čároví: Andreas Malmqvist Jiří Ondráček |

| 23. května 2019 20:15 | Finsko | 5:4 PP (1:2, 2:2, 1:0 - 1:0) | Švédsko | Steel Aréna, Košice Návštěvnost: 6 304 |  |

| Zpráva | |                                     | |                                                                            |
| Kevin Lankinen | Kevin Lankinen | Brankáři                            | Henrik Lundqvist | Rozhodčí: Roman Gofman Brett Iverson Čároví: William Hancock Dmitrij Šišlo |
| Niko Mikkola (Pesonen, Manninen) – 2' Petteri Lindbohm (Pesonen, Manninen) – 26' Jani Hakanpää (Manninen) – 30' Marko Anttila (Ojamäki, Lehtonen) (PP) – 59' Sakari Manninen – 62' | Niko Mikkola (Pesonen, Manninen) – 2' Petteri Lindbohm (Pesonen, Manninen) – 26' Jani Hakanpää (Manninen) – 30' Marko Anttila (Ojamäki, Lehtonen) (PP) – 59' Sakari Manninen – 62' | 1:0 1:1 1:2 1:3 2:3 3:3 3:4 4:4 5:4 | 3' – John Klingberg (Nylander, Wennberg) (PP) 17' – Patric Hörnqvist (Ekman-Larsson, Larsson) 21' – Elias Pettersson (Landeskog, Ekman-Larsson) 40' – Erik Gustafsson (Landeskog, Ekman-Larsson) | Rozhodčí: Roman Gofman Brett Iverson Čároví: William Hancock Dmitrij Šišlo |
| 4 min | 4 min | Tresty                              | 0 min | Rozhodčí: Roman Gofman Brett Iverson Čároví: William Hancock Dmitrij Šišlo |
| 32 | 32 | Střely                              | 18 | Rozhodčí: Roman Gofman Brett Iverson Čároví: William Hancock Dmitrij Šišlo |

| 23. května 2019 20:15 | Česko | 5:1 (0:0, 1:1, 4:0) | Německo | Zimní stadion Ondreje Nepely, Bratislava Návštěvnost: 9 085 |  |

| Zpráva | |                         |                             |                                                                             |
| Patrik Bartošák | Patrik Bartošák | Brankáři                | Philipp Grubauer            | Rozhodčí: Linus Öhlund Jeremy Tufts Čároví: Dmitrij Goljak Lauri Nikulainen |
| Jan Kovář – 34' Jakub Voráček (Simon) – 45' Dominik Kubalík (Kovář, Hronek) – 52' Ondřej Palát (Kolář) – 54' Jan Kovář (Moravčík) (PP) – 60' | Jan Kovář – 34' Jakub Voráček (Simon) – 45' Dominik Kubalík (Kovář, Hronek) – 52' Ondřej Palát (Kolář) – 54' Jan Kovář (Moravčík) (PP) – 60' | 1:0 1:1 2:1 3:1 4:1 5:1 | 38' – Frank Mauer (Tiffels) | Rozhodčí: Linus Öhlund Jeremy Tufts Čároví: Dmitrij Goljak Lauri Nikulainen |
| 6 min | 6 min | Tresty                  | 6 min                       | Rozhodčí: Linus Öhlund Jeremy Tufts Čároví: Dmitrij Goljak Lauri Nikulainen |
| 34 | 34 | Střely                  | 22                          | Rozhodčí: Linus Öhlund Jeremy Tufts Čároví: Dmitrij Goljak Lauri Nikulainen |

### Semifinále
| 25. května 2019 15:15 | Rusko | 0:1 (0:0, 0:0, 0:1) | Finsko | Zimní stadion Ondreje Nepely, Bratislava Návštěvnost: 9 085 |  |

| Zpráva             |                    |          |                                            |                                                                           |
| Andrej Vasilevskij | Andrej Vasilevskij | Brankáři | Kevin Lankinen                             | Rozhodčí: Tobias Bjork Martin Fraňo Čároví: Nathan Vanoosten Brian Oliver |
|                    |                    | 0:1      | 51' – Marko Anttila (Jokiharju, Kiviranta) | Rozhodčí: Tobias Bjork Martin Fraňo Čároví: Nathan Vanoosten Brian Oliver |
| 6 min              | 6 min              | Tresty   | 4 min                                      | Rozhodčí: Tobias Bjork Martin Fraňo Čároví: Nathan Vanoosten Brian Oliver |
| 32                 | 32                 | Střely   | 29                                         | Rozhodčí: Tobias Bjork Martin Fraňo Čároví: Nathan Vanoosten Brian Oliver |

| 25. května 2019 19:15 | Kanada | 5:1 (1:0, 2:0, 2:1) | Česko | Zimní stadion Ondreje Nepely, Bratislava Návštěvnost: 9 085 |  |

| Zpráva | |                         |                                |                                                                            |
| Matt Murray | Matt Murray | Brankáři                | Patrik Bartošák Pavel Francouz | Rozhodčí: Mikko Kaukokari Jeremy Tufts Čároví: Gleb Lazarev Hannu Sormunen |
| Mark Stone (Stecher) – 6' Darnell Nurse (Couturier) – 21' Pierre-Luc Dubois (Marchessault, Stone) – 26' Kyle Turris (Mantha) – 47' Thomas Chabot (Henrique, Strome) – 54' | Mark Stone (Stecher) – 6' Darnell Nurse (Couturier) – 21' Pierre-Luc Dubois (Marchessault, Stone) – 26' Kyle Turris (Mantha) – 47' Thomas Chabot (Henrique, Strome) – 54' | 1:0 2:0 3:0 4:0 5:0 5:1 | 54' – Tomáš Zohorna (Kolář)    | Rozhodčí: Mikko Kaukokari Jeremy Tufts Čároví: Gleb Lazarev Hannu Sormunen |
| 12 min | 12 min | Tresty                  | 6 min                          | Rozhodčí: Mikko Kaukokari Jeremy Tufts Čároví: Gleb Lazarev Hannu Sormunen |
| 30 | 30 | Střely                  | 41                             | Rozhodčí: Mikko Kaukokari Jeremy Tufts Čároví: Gleb Lazarev Hannu Sormunen |

### Zápas o 3. místo
| 26. května 2019 15:45 | Rusko | 3:2 SN (1:2, 1:0, 0:0 - 0:0 - 1:0) | Česko | Zimní stadion Ondreje Nepely, Bratislava Návštěvnost: 9 085 |  |

| Zpráva | |                                    | |                                                                                |
| Andrej Vasilevskij                                                                                          | Andrej Vasilevskij                                                                                          | Brankáři                           | Šimon Hrubec | Rozhodčí: Mikko Kaukokari Olivier Gouin Čároví: Brian Oliver Andreas Malmqvist |
| Michail Grigorenko (Sergačjov) – 13' Arťom Anisimov (Gusev) – 21' Ilja Kovalčuk Nikita Kučerov Nikita Gusev | Michail Grigorenko (Sergačjov) – 13' Arťom Anisimov (Gusev) – 21' Ilja Kovalčuk Nikita Kučerov Nikita Gusev | 1:0 1:1 1:2 2:2 Samostatné nájezdy | 14' – Michal Řepík (Sklenička, Rutta) 19' – Dominik Kubalík (Kovář, Gulaš) Jakub Vrána Dominik Kubalík Jan Kovář Filip Hronek | Rozhodčí: Mikko Kaukokari Olivier Gouin Čároví: Brian Oliver Andreas Malmqvist |
| 2 min | 2 min | Tresty                             | 4 min | Rozhodčí: Mikko Kaukokari Olivier Gouin Čároví: Brian Oliver Andreas Malmqvist |
| 31 | 31 | Střely                             | 50 | Rozhodčí: Mikko Kaukokari Olivier Gouin Čároví: Brian Oliver Andreas Malmqvist |

### Finále
| 26. května 2019 20:15 | Kanada | 1:3 (1:0, 0:1, 0:2) | Finsko | Zimní stadion Ondreje Nepely, Bratislava Návštěvnost: 9 085 |  |

| Zpráva                               |                                      |                 | |                                                                           |
| Matt Murray                          | Matt Murray                          | Brankáři        | Kevin Lankinen                                                                                                 | Rozhodčí: Jeremy Tufts Tobias Bjork Čároví: Miroslav Lhotský Gleb Lazarev |
| Shea Theodore (Mantha, McCann) – 10' | Shea Theodore (Mantha, McCann) – 10' | 1:0 1:1 1:2 1:3 | 23' – Marko Anttila (Manninen, Ojamaki) (PH1) 43' – Marko Anttila (Savinainen) 56' – Harri Pesonen (Tyrvainen) | Rozhodčí: Jeremy Tufts Tobias Bjork Čároví: Miroslav Lhotský Gleb Lazarev |
| 6 min                                | 6 min                                | Tresty          | 8 min | Rozhodčí: Jeremy Tufts Tobias Bjork Čároví: Miroslav Lhotský Gleb Lazarev |
| 44                                   | 44                                   | Střely          | 22 | Rozhodčí: Jeremy Tufts Tobias Bjork Čároví: Miroslav Lhotský Gleb Lazarev |

## Konečné pořadí
| Poř.             | Tým            | Z  | V | VP | PP | P | GV | GI | +/- | B  | Soupiska | Konečný výsledek                                  |
| ---------------- | -------------- | -- | - | -- | -- | - | -- | -- | --- | -- | -------- | ------------------------------------------------- |
| Zlatá medaile    | Finsko         | 10 | 7 | 1  | 1  | 1 | 31 | 16 | +15 | 24 | Soupiska | Šampioni                                          |
| Stříbrná medaile | Kanada         | 10 | 7 | 1  | 0  | 2 | 45 | 17 | +28 | 23 | Soupiska | Finalisté                                         |
| Bronzová medaile | Rusko          | 10 | 8 | 1  | 0  | 1 | 43 | 13 | +30 | 26 | Soupiska | Třetí místo                                       |
| 4.               | Česko          | 10 | 7 | 0  | 1  | 2 | 47 | 23 | +24 | 22 | Soupiska | Čtvrté místo                                      |
|                  |                |    |   |    |    |   |    |    |     |    |          |                                                   |
| 5.               | Švédsko        | 8  | 5 | 0  | 1  | 2 | 45 | 26 | +19 | 16 | Soupiska | Vyřazeni ve čtvrtfinále                           |
| 6.               | Německo        | 8  | 5 | 0  | 0  | 3 | 19 | 23 | -4  | 15 | Soupiska | Vyřazeni ve čtvrtfinále                           |
| 7.               | USA            | 8  | 4 | 1  | 0  | 3 | 30 | 19 | +11 | 14 | Soupiska | Vyřazeni ve čtvrtfinále                           |
| 8.               | Švýcarsko      | 8  | 4 | 0  | 1  | 3 | 29 | 17 | +12 | 13 | Soupiska | Vyřazeni ve čtvrtfinále                           |
|                  |                |    |   |    |    |   |    |    |     |    |          |                                                   |
| 9.               | Slovensko      | 7  | 3 | 1  | 0  | 3 | 28 | 19 | +9  | 11 | Soupiska | Vyřazeni ve skupinách                             |
| 10.              | Lotyšsko       | 7  | 3 | 0  | 0  | 4 | 21 | 20 | +1  | 9  | Soupiska | Vyřazeni ve skupinách                             |
| 11.              | Dánsko         | 7  | 1 | 1  | 1  | 4 | 18 | 23 | -5  | 6  | Soupiska | Vyřazeni ve skupinách                             |
| 12.              | Norsko         | 7  | 2 | 0  | 0  | 5 | 19 | 33 | -14 | 6  | Soupiska | Vyřazeni ve skupinách                             |
| 13.              | Velká Británie | 7  | 0 | 1  | 0  | 6 | 9  | 41 | -32 | 2  | Soupiska | Vyřazeni ve skupinách                             |
| 14.              | Itálie         | 7  | 0 | 1  | 0  | 6 | 5  | 48 | -43 | 2  | Soupiska | Vyřazeni ve skupinách                             |
|                  |                |    |   |    |    |   |    |    |     |    |          |                                                   |
| 15.              | Francie        | 7  | 0 | 0  | 2  | 5 | 14 | 34 | -20 | 2  | Soupiska | Mistrovství světa v ledním hokeji 2020 (Divize I) |
| 16.              | Rakousko       | 7  | 0 | 0  | 1  | 6 | 9  | 40 | -31 | 1  | Soupiska | Mistrovství světa v ledním hokeji 2020 (Divize I) |

| Sestupují do 1. divize pro rok 2020:                   | Francie a Rakousko     |
| Postupují z 1. divize do turnaje MS Elit pro rok 2020: | Kazachstán a Bělorusko |

## Hráčské statistiky a hodnocení hráčů

### Nejlepší hráči podle direktoriátu IIHF
| Pozice  | Hráč               |
| ------- | ------------------ |
| Brankář | Andrej Vasilevskij |
| Obránce | Filip Hronek       |
| Útočník | Nikita Kučerov     |

Reference: IIHF.com

### All Stars
| Pozice              | Hráč               |
| ------------------- | ------------------ |
| Nejužitečnější hráč | Mark Stone         |
| Brankář             | Andrej Vasilevskij |
| Levý obránce        | Filip Hronek       |
| Pravý obránce       | Mikko Lehtonen     |
| Levé křídlo         | Mark Stone         |
| Střední útočník     | William Nylander   |
| Pravé křídlo        | Jakub Voráček      |

Reference: IIHF.com

### Kanadské bodování
Toto je pořadí hráčů podle dosažených bodů, za jeden vstřelený gól nebo přihrávku na gól získal hráč jeden bod.
| Poř. | Hráč             | Záp. | G | A  | Body | +/− | PTM | Pozice |
| ---- | ---------------- | ---- | - | -- | ---- | --- | --- | ------ |
| 1.   | William Nylander | 8    | 5 | 13 | 18   | +16 | 0   | F      |
| 2.   | Nikita Kučerov   | 10   | 6 | 10 | 16   | +11 | 4   | F      |
| 3.   | Nikita Gusev     | 10   | 4 | 12 | 16   | +12 | 0   | F      |
| 4.   | Jakub Voráček    | 10   | 4 | 12 | 16   | +10 | 2   | F      |
| 5.   | Mark Stone       | 10   | 8 | 6  | 14   | +10 | 0   | F      |
| 6.   | Anthony Mantha   | 9    | 7 | 7  | 14   | +9  | 16  | F      |
| 7.   | Michael Frolík   | 10   | 7 | 7  | 14   | +8  | 2   | F      |
| 8.   | Dominik Kubalík  | 10   | 6 | 6  | 12   | +10 | 0   | F      |
| 9.   | Dominik Simon    | 10   | 4 | 8  | 12   | +10 | 2   | F      |
| 10.  | Patrick Kane     | 8    | 2 | 10 | 12   | 0   | 4   | F      |

### Hodnocení brankářů
Pořadí nejlepších pěti brankářů na mistrovství podle úspěšnosti zásahů v procentech, brankář musel mít odehráno minimálně 40 % hrací doby za svůj tým.
| Poř. | Hráč                 | Čas    | OG | POG  | PS  | Úsp. (v %) | ČK |
| ---- | -------------------- | ------ | -- | ---- | --- | ---------- | -- |
| 1.   | Andrej Vasilevskij   | 488:02 | 13 | 1.60 | 240 | 94.58      | 2  |
| 2.   | Kevin Lankinen       | 480:41 | 12 | 1.50 | 207 | 94.20      | 2  |
| 3.   | Mathias Niederberger | 237:14 | 7  | 1.77 | 120 | 94.17      | 0  |
| 4.   | Leonardo Genoni      | 241:30 | 8  | 1.99 | 129 | 93.80      | 0  |
| 5.   | Sebastian Dahm       | 307:18 | 10 | 1.95 | 138 | 92.75      | 1  |